# Tren Maya
El Tren maya (en maya yucateco: Tsíimin K’áak’ⓘ) es una línea de ferrocarril que conecta el sureste  de México, pasando por los estados de Chiapas, Tabasco, Campeche, Yucatán y Quintana Roo. Es propiedad de la empresa pública Olmeca-Maya-Mexica. El tren tiene traslados locales, interurbanos e interestatales; así como servicios cargueros o turísticos para connacionales y extranjeros. Fue inaugurado el 15 de diciembre de 2023 por el expresidente Andrés Manuel López Obrador, como parte de los planes nacionales de infraestructura ferroviaria del 2018 al 2050.
La ruta comienza en Palenque en el estado de  Chiapas y viaja al noreste hacia Cancún en Quintana Roo a través de dos rutas que rodean la península. La línea ferroviaria tiene como objetivo conectar destinos turísticos en el Caribe con sitios menos conocidos tierra adentro, incluidos sitios mayas históricos de los que deriva su nombre.
El tren pretende unir las principales ciudades de la región, con cuarenta y dos trenes qué, se estima, transportarán hasta tres millones de pasajeros al año, y así redistribuir los flujos turísticos que actualmente se concentran en la costa para fomentar el desarrollo de una región históricamente desatendida por el Estado.
La ruta utiliza trenes de la francesa Alstom, el X'Trapolis Tsíimin K’áak, los cuales son construidos en Ciudad Sahagún, Hidalgo.
El 15 de diciembre de 2023 se inauguraron sus primeros tramos para el transporte de pasajeros, a lo largo de un año se inauguraron más tramos y se completó el circuito troncal el 15 de diciembre de 2024.
Entre 2026 y 2027 se concluirán las ampliaciones de rutas de pasajeros a través de ramales y los trabajos de vías paralelas para trenes de carga.

## Historia
Desde el boom henequenero de finales de siglo XIX el tren ha sido una institución en la península de Yucatán.  La primera obra ferroviaria enlazó las haciendas productoras de henequén con el puerto de Sisal. Desde ahí, la producción era enviada a los puertos industriales de Norteamérica y Europa para la manufactura de cuerdas y demás productos.
Con el crecimiento acelerado de la industria del henequén, que también fue llamado “oro verde” en su momento, se dio el primer impacto medioambiental a escala industrial en la región. La deforestación causada por la gran actividad hacendaria eliminó el manto forestal en gran parte del estado de Yucatán. Sin embargo, ese proyecto fue un caso de extractivismo que solo benefició a los grandes latifundistas hacendados.
Después de la introducción de los materiales plásticos en la manufactura de cuerdas a mediados del siglo XX, la industria henequenera prácticamente desapareció. Con ella, la red ferroviaria que comunicaba a la península empezó a caer en desuso y abandono.
Fue hasta la construcción de las líneas férreas del Ferrocarril Chiapas Mayab y del Ferrocarril del Istmo de Tehuantepec (FIT) que el sureste recuperó su infraestructura ferroviaria para integrarse al mercado nacional y las cadenas de producción de otros estados de la República. Sin embargo, la falta de visión ocasionó el abandono de este medio de transporte.
En el 2005 la vía del FIT cesó operaciones a causa del daño efectuado por el Huracán Stan, que destruyó más de 70 puentes y tramos de la vía. Su operador renunció a la concesión y cayó en desuso.

### Propuestas previas al proyecto
Desde hace décadas, los políticos de la región han avanzado propuestas para reconectar a los estados del sureste a través de las líneas férreas. Enrique Peña Nieto se comprometió en campaña a construir el Tren Transpeninsular entre Mérida, Yucatán y Punta Venado, Quintana Roo. El proyecto fue cancelado el 30 de enero de 2015 debido a un recorte en el presupuesto.
La gobernadora yucateca Ivonne Ortega también avanzó una propuesta de Tren Rápido y Ciudad-Ferrocarril para conectar a Mérida con los principales destinos turísticos del estado.
También Grupo Aeroportuario de Sureste, propuso en el 2009 operar un tren eléctrico que saliera del aeropuerto de Cancún hasta Tulum. El gobernador de Quintana Roo Roberto Borge proyectó un tren ligero en la misma ruta.

### Construcción
Dividido en 3 secciones: Selva, Golfo y Caribe; así como 7 tramos y varios subtramos.
La construcción inició simbólicamente el 16 de diciembre de 2018, mediante la colocación simbólica de su primer durmiente, en Palenque.
La construcción comenzó formalmente en junio de 2020. Se daría el trabajo de construcción a las constructoras Mota-Engil México SAPI y China Communications Construction Company LTD para el tramo 1 (Palenque-Escárcega), Operadora CICSA y FCC Construcción para el tramo 2 (Escárcega-Calkiní), Construcciones Urales y GAMI Ingeniería e Instalaciones para el tramo 3 (Calkiní-Izamal), y Grupo ICA por el tramo 4 (Izamal–Cancún).

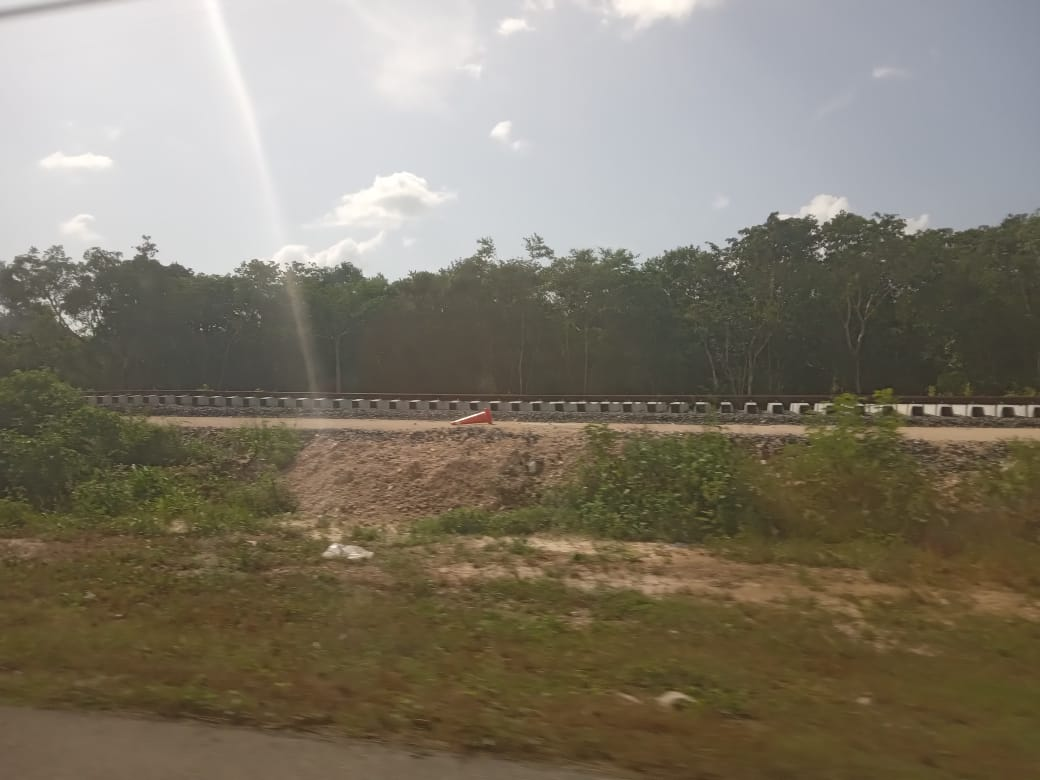
Construcción del Tramo 2 en 2022.

En septiembre de 2020, Fonatur rechazó una propuesta de la firma de inversión BlackRock para el quinto tramo (125 km [77,7 mi]) del proyecto, incluidas las mejoras a la carretera Tulum-Cancún.
En febrero de 2021 Fonatur adjudicó un contrato a Acciona y Grupo México por 60,3 km (37,5 mi) de doble vía electrificada para el tramo 5 entre Playa del Carmen y Tulum. Dicho contrato fue rescindido por el Gobierno mexicano en julio de 2022, aunque su ejecución ya había sido paralizada por un juez meses atrás debido al impacto ambiental que supondría sobre la zona. Esa misma semana se reiniciaban las obras del tramo al argumentar el Gobierno que se trata de un «proyecto de seguridad nacional», y se encargaba la obra a ingenieros militares junto con la empresa mexicana ICA y la portuguesa Mota Engil, a pesar de no contar con la Manifestación de Impacto Ambiental Regional —obligatoria por ley— y de estar todavía activa la suspensión por orden judicial.
A partir de enero de 2021, los planes para los trenes de pasajeros preveían que los trenes fueran diésel-eléctricos y funcionaran a una velocidad de hasta 160 kilómetros por hora (99,4 mph).
En mayo de 2021, Fonatur contrató a un consorcio encabezado por Alstom para suministrar material rodante y equipos relacionados. El material rodante se empezaría a fabricar en la fábrica de Alstom en Ciudad Sahagún. El contrato también incluye equipos de señalización y control del Sistema Europeo de Control de Trenes. A junio de 2021, se había completado el 10 % del proyecto.
El presidente López Obrador dijo que el proyecto se completará antes del final de su mandato en 2024. Una encuesta de mercado realizada por Fonatur, PricewaterhouseCoopers y otros consultores en 2019 encontró que la mayoría de las 21 empresas constructoras consideran que era un tiempo irrazonable para construir tanto riel nuevo, y otras expresaron el temor por un desastre debido al trabajo de calidad, como el Accidente del Metro de la Ciudad de México de 2021.
En enero de 2022, para acelerar la construcción de las vías, se cambió la ruta para no ingresar más a Playa del Carmen. A 2022 se había completado el 25% en febrero de 2022. En febrero de 2023, el director general del Tren Maya, Óscar Lozano, dijo que las operaciones comenzarían el 1 de diciembre de 2023.
En 2024 la presidenta Claudia Sheinbaum anunció la conexión entre el Tren Maya y el Tren Interoceánico en Palenque, también dio inicio a la construcción de las ampliaciones para pasajeros y las vías para carga, los trabajos durarían 3 años, concluyendo en 2027.

### Revisiones y supervisión
El 1 de septiembre de 2023 se realizó el primer recorrido de supervisión del Tren Maya donde por primera vez se realizaron pruebas de rodamiento a baja velocidad. El viaje inició en la estación de San Francisco Campeche en dirección a la estación Hecelchakán. Pasando por Mérida, la prueba finalizó con éxito en Cancún.
El 6 de octubre de 2023 se llevó a cabo el segundo recorrido de pruebas de rodamiento, en esta ocasión, el recorrido inició desde la estación de Cancún, pasando por Valladolid y finalizó en Campeche.

### Financiación

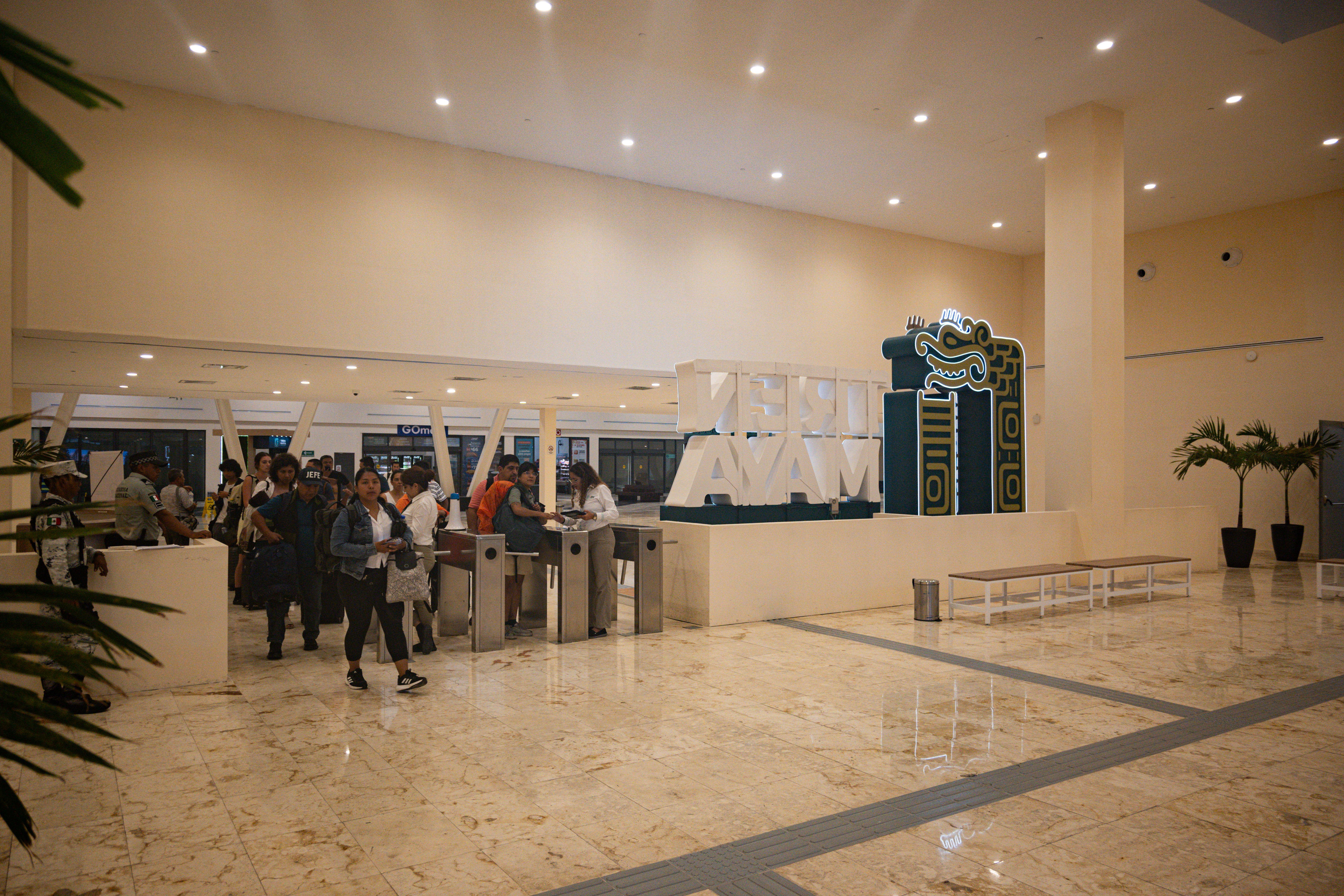
Pasajeros entrando a la estación Teya.

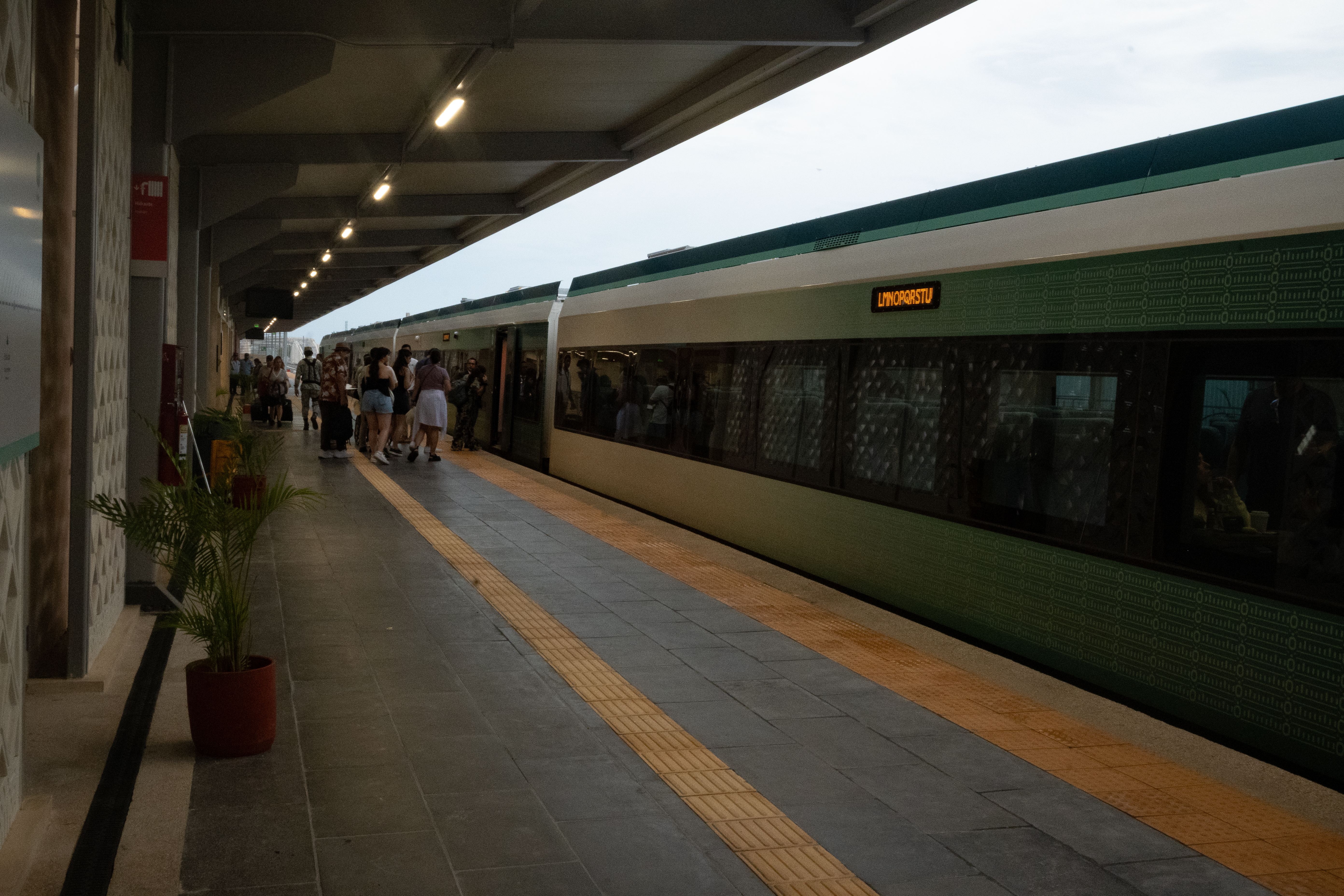
Descenso en la estación Valladolid.

La financiación del proyecto provendrá principalmente de un impuesto al turismo recaudado en la región, así como de fondos desviados de otros programas, incluido el Gran Premio de México.
Se estimó que el proyecto, liderado por el Fondo Nacional de Fomento al Turismo (Fonatur), en diciembre de 2018 costaría 150 000 millones de pesos y atraería a 8000 pasajeros diarios. Un estudio alternativo realizado por un grupo de expertos en políticas públicas en 2019 estimó que el costo del proyecto sería de 480 000 millones de pesos, respaldado por el sobrecosto del 90 por ciento en el proyecto ferroviario del Tren Interurbano de Pasajeros Toluca-Valle de México.
En octubre de 2021 Fonatur revisó el estimado de construcción a 200 mil millones de pesos, esto, debido en gran parte a los amparos que grupos opositores al gobierno de Andrés Manuel López Obrador, estuvieron interponiendo.
En octubre de 2020, el costo total estimado del proyecto, incluidos 30 años de operación y mantenimiento, pero sin incluir la electrificación, era de unos 321 000 millones de pesos.
La Secretaría de Turismo recibirá un incremento de 647.1% en su presupuesto para 2021, del cual el 94% se destinará al Tren Maya.

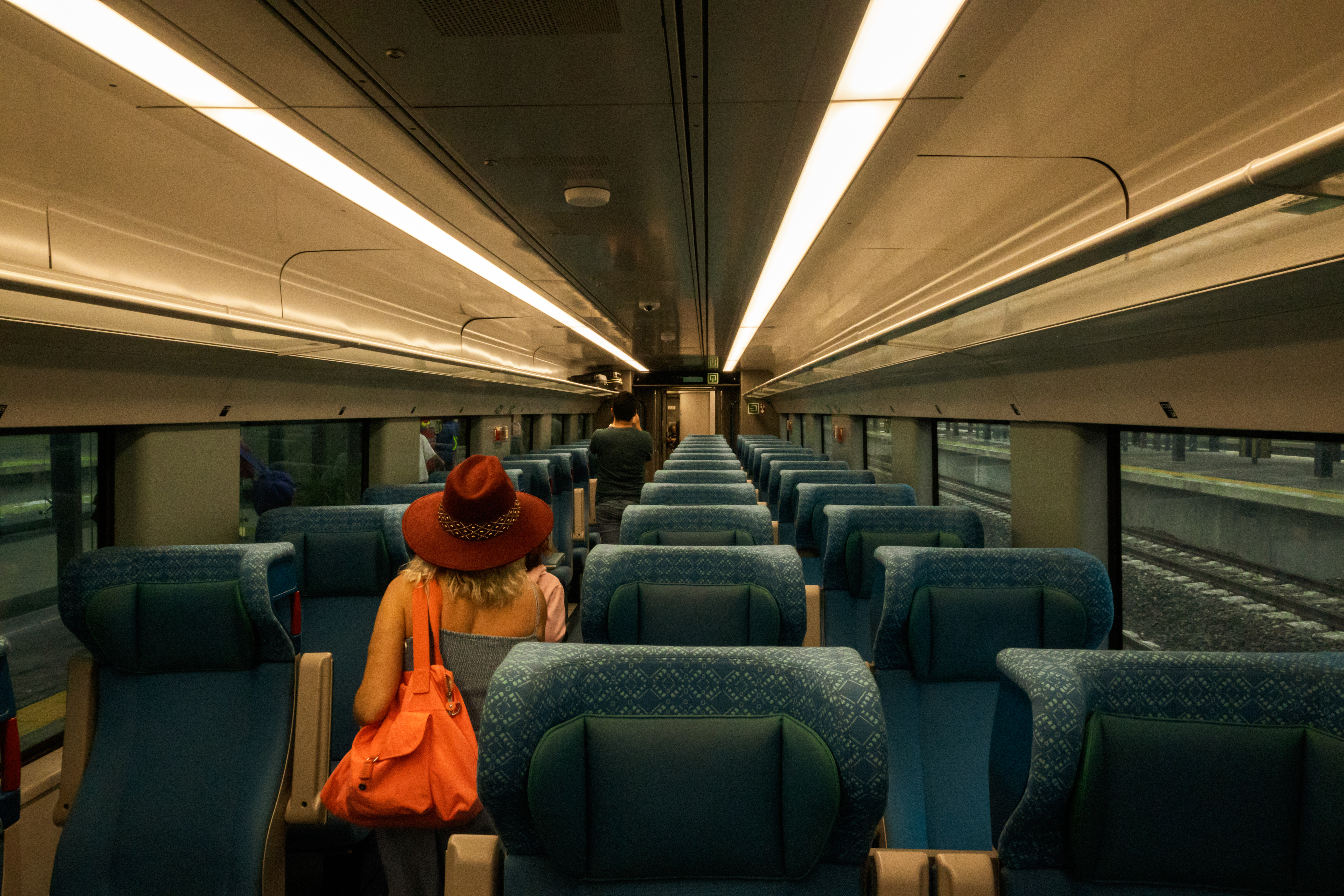
Interior de un vagón de clase premier.

En diciembre de 2020, el presidente López Obrador anunció que las fuerzas armadas operarían tres tramos de la ruta y que las ganancias se utilizarían para fortalecer las finanzas de los pensionados y jubilados de las fuerzas armadas. En marzo de 2021, el director general de Fonatur, Rogelio Jiménez Pons, dijo que los militares serían dueños de toda la ruta, no solo de los tres tramos, y recibirían todas las ganancias.
Rogelio Jiménez Pons, director de Fonatur, afirmó en septiembre de 2021 que el costo de un viaje sencillo para los locales, para el tramo que va de Cancún a Playa del Carmen rondará los 50 pesos. Se espera que los turistas paguen entre 800 y 1000 pesos por el mismo viaje. Al explicar la diferencia de precio, afirmó que el turista contará con servicios adicionales como restaurantes.
Las Fuerzas Armadas construirán los tramos 6 y 7, además de crear una empresa para operar 3 tramos que irán de Tulum, estado de Quintana Roo, a Palenque, en Chiapas.

### Propuestas iniciales
Inicialmente el Tren Maya solo recorrería 900 kilómetros desde Palenque en Chiapas, pasaría por Tabasco y Campeche, y llegaría hasta Cancún en Quintana Roo. En 2018 se anunció una extensión que recorrería por Yucatán, y posteriormente se confirmo que también pasaría por varios municipios más de Campeche, recorriendo más de 1500 kilómetros. También se planteó que se llegara a la ciudad de Mérida de manera subterránea mediante túneles debido a los suelos kársticos de la superficie, pero esta idea se descartó por costosa y riesgosa, en su lugar se planteó implementar sistemas de transporte masivo. La ruta se cambió varias veces pues se planteó un trazo más largo por el derecho de vía de Tizimín, y otra más corta por Cobá con un ramal hasta Cancún. Finalmente se optó por una ruta definitiva.

### Inauguraciones por secciones y tramos
La ruta consta de varias secciones, tramos y subtramos. La primera inauguración fue el 15 de diciembre de 2023 y el circuito troncal se completó el 15 de diciembre de 2024, también se espera que se aperturen nuevos tramos en 2027. Los tramos que se encuentran operativos se han inaugurado de la siguiente manera:
| N.º | Sección | Tramo o subtramo | Recorrido                           | Longitud                 |
| --- | ------- | ---------------- | ----------------------------------- | ------------------------ |
| 1   | Golfo 1 | 2 oriente        | San Francisco de Campeche - Calkini | 234 km (145,4 mi) aprox. |
| 1   | Golfo 2 | 3                | Calkiní - Izamal                    | 159 km (98,8 mi) aprox.  |
| 1   | Golfo 3 | 4                | Izamal - Cancún                     | 239 km (148,5 mi) aprox. |

| N.º | Sección | Tramo o subtramo | Recorrido                             | Longitud                |
| --- | ------- | ---------------- | ------------------------------------- | ----------------------- |
| 2   | Selva 1 | 1                | Palenque - Escárcega                  | 160 km (99,4 mi) aprox. |
| 2   | Golfo 1 | 2 poniente       | Escárcega - San Francisco de Campeche | 105 km (65,2 mi)        |

| N.º | Sección  | Tramo o subtramo | Recorrido                 | Longitud       |
| --- | -------- | ---------------- | ------------------------- | -------------- |
| 3   | Caribe 2 | 5 norte          | Cancún - Playa del Carmen | 45.6 km aprox. |

| N.º | Sección  | Tramo o subtramo | Recorrido                      | Longitud                  |
| --- | -------- | ---------------- | ------------------------------ | ------------------------- |
| 4   | Caribe 2 | 5 sur            | Playa del Carmen-Tulum         | 75,4 km (46,9 mi) aprox.  |
| 4   | Caribe 1 | 6 norte          | Tulum - Felipe Carrillo Puerto | 100,2 km (62,3 mi) aprox. |

| N.º | Sección  | Tramo o subtramo | Recorrido                         | Longitud                  |
| --- | -------- | ---------------- | --------------------------------- | ------------------------- |
| 5   | Caribe 1 | 6 sur            | Felipe Carrillo Puerto - Chetumal | 155,2 km (96,4 mi) aprox. |

| N.º | Sección  | Tramo o subtramo | Recorrido            | Longitud                   |
| --- | -------- | ---------------- | -------------------- | -------------------------- |
| 6   | Caribe 1 | 6 sur            | FCP- Chetumal        | 155,2 km (96,4 mi) aprox.  |
| 6   | Selva 2  | 7                | Chetumal - Escárcega | 256,1 km (159,1 mi) aprox. |

| N.º   | Sección               | Subtramo o ramal                 | Recorrido                           | Longitud                         |
| ----- | --------------------- | -------------------------------- | ----------------------------------- | -------------------------------- |
| 7     | Golfo                 | ?                                | Umán - Hunucmá                      | ?                                |
| 7     | Golfo                 | ?                                | Umán - Mérida                       | ?                                |
| 7     | Golfo                 | ?                                | Umán - Puerto Progreso              | ?                                |
| 1-7   | Golfo, Caribe y Selva | ?                                | Vías paralelas del circuito troncal | ?                                |
| Total | Total                 | 1629,5 km (1013 mi) aprox aprox. | 1629,5 km (1013 mi) aprox aprox.    | 1629,5 km (1013 mi) aprox aprox. |

## Proyectos de ampliación
Desde que comenzaron las gestiones del proyecto, se propuso que podía haber una ruta que pasara por Seybaplaya. En la misma línea en 2021 el presidente López Obrador mencionó la posibilidad de que la administración que le sucediera podría ampliar el Tren Maya, hasta Villahermosa.
En junio de 2022, el secretario de Gobernación, Adán Augusto López, anunció una extensión planificada desde Umán a Progreso en el Estado de Yucatán.
A mediados de 2024 la iniciativa privada le planteó a la presidenta Claudia Sheinbaum y a la gobernadora de Layda Sansores, que se retomaran anteriores propuestas para que hubiera una ampliación desde alguna estación en Campeche a Seybaplaya.
A finales de 2024 se presentaron varios proyectos para diversas ampliaciones anteriormente propuestas, tanto para el transporte de pasajeros como para la implementación de vías paralelas de carga en toda la red. Los trabajos comenzaron ese mismo año, y se prevé terminar a más tardar en 2027.

### Internacionalización
Desde los inicios del proyecto con el presidente Andrés Manuel López Obrador, han existido varios planteamientos para que se pueda llegar a Belice y Guatemala en una extensión de hasta 500 kilómetros. La financiación sería proveniente de la alianza público-privada.
Había varias opciones en consideración. En un primer instante se planteó un trayecto desde la estación de Tenosique, cruzaría por el puente fronterizo en El Ceibo, pasaría por Tikal, y también por la conurbación petenera de Flores-Santa Elena-San Benito.
A sugerencia de Bernardo Arévalo el presidente de Guatemala, se planteó una alternativa que pasaría por caminos ya trazados para que hubiera el menor impacto ambiental y arqueológico posible, esta opción incluiría áreas de Belice sin disputa con Guatemala. Se partiría desde un ramal de la estación de Chetumal hacia la frontera con Belice, e incluso se atravesaría el territorio anglo-caribeño para finalizar el trayecto en la capital del Petén.
A principios de 2025 la presidenta mexicana Claudia Sheinbaum informó que se establecieron conversaciones y propuestas formales con sus homólogos de Guatemala y Belice. Se reveló que se podrían ejecutar varias propuestas en diferentes fases. En una reunión durante la IX Cumbre de la CELAC de 2025 en Honduras, se confirmó que se evalúa que la ruta pase por Belice para llegar a Guatemala y que también se establecerían polos de desarrollo industriales y comerciales.
Desde Chetumal se llegaría más allá de Río Hondo hacia Santa Elena, u otro lugar de Belice. El tren también podría pasar por Belmopán, y/o por la Ciudad de Belice, entrando a Guatemala por Melchor de Mencos. Johnny Briceño el primer ministro de Belice mencionó que la ruta comercial y de pasajeros podría acercar al Parque Nacional de Tikal, e incluso a alguna ciudad guatemalteca más allá de Flores.

## Rutas y estaciones
Las rutas del Tren Maya pasan por ciudades y pueblos con gran riqueza cultural, histórica y natural. El tren acerca a los usuarios a diversos puntos de interés, estos puntos se conectan mediante carreteras o caminos en una distancia máxima de 80 km (49,7 mi) de alguna terminal, estación o paradero.
Hay 20 estaciones principales y otros 14 paraderos secundarios, haciendo un total de 34 paradas. También se encuentran instalaciones de los servicios ferroviarios como bases de mantenimiento, centros de operaciones, estaciones de carga, depósitos, patios de maniobras, terminales de carga y talleres.

### Puntos de interés
Se trata de un aproximado de 146 sitios arqueológicos (59 zonas, 27 yacimientos independientes y 60 lugares de ruinas o vestigios), 65 reservas naturales protegidas o parques relevantes, 23 templos religiosos de importancia en la ruta, 21 museos destacados y 13 pueblos mágicos. Así como alojamientos, cuerpos o masas de agua, playas turísticas, patrimonios mundiales de la humanidad, una de las nuevas siete maravillas del mundo moderno, puertos, muelles, lugares comerciales, urbes, poblados, plazas públicas y monumentos.

### Circuito: Escárcega - Cancún - Chetumal - Escárcega
| Sección, tramo y subtramo | Nombre y tipología de estación     | Iconografía | Ubicación                            | Imágenes de la estación | Enlaces y distancias aproximadas | Inauguraciones y aperturas                                                      |
| --- | ---------------------------------- | ----------- | ------------------------------------ | ----------------------- | --- | ------------------------------------------------------------------------------- |
| Selva 1 Tramo 1 | Estación Escárcega                 |             | Escárcega, Campeche                  |                         | Puntos de interés: - Ciudad Escárcega a 0,1 km (0,1 mi) o 0,9 km (0,6 mi) del Centro - Ruta de Cenotes Laguna Miguel Colorado a 34 km (21,1 mi) - Área de Protección de Flora y Fauna Laguna de Términos a 49,9 km (31,0 mi) - Arroyo de Checkubul a 56,9 km (35,4 mi) - Ciudad Sabancuy a 73 km (45,4 mi) - Ciudad y Pueblo Mágico de Isla Aguada a 80 km (49,7 mi) | - 31 de diciembre de 2023 (inauguración) - 1 de enero de 2024 (apertura)        |
| Golfo 1 Tramo 2 poniente | Paradero Carrillo Puerto Champotón |             | Champotón, Campeche                  |                         | Transportes: - Muelles de Champotón a 44,9 km (27,9 mi) Instalaciones de servicio: - Base de mantenimiento Puntos de interés: - Poblado Carrillo Puerto a 0,1 km (0,1 mi) del Centro - Río Champotón a 30 km (18,6 mi) - Laguna de Chuiná a 40,9 km (25,4 mi) - Santuario Capilla de la Virgen de la Laguna de Chuiná a 40,9 km (25,4 mi) - Ciudad Heroica de Champotón a 40,9 km (25,4 mi) - Playas de Champotón a 42,9 km (26,7 mi) - Iglesia de Nuestra Señora Mercedes a 47,25 km (29,4 mi) - Yacimientos Arqueológicos Estructuras I y II de Ley Federal de Reforma Agraria a 61,5 km (38,2 mi) | - 31 de diciembre de 2023 (inauguración) - 1 de enero de 2024 (apertura)        |
| Golfo 1 Tramo 2 poniente | Estación Edzná                     |             | Municipio de Campeche, Campeche      |                         | Instalaciones de servicio: - Base de Mantenimiento Puntos de interés: - Poblado Tixmucuy a 6,1 km (3,8 mi) u 8 km (5 mi) del Centro - Hotel Tren Maya Edzná a 16,3 km (10,1 mi) - Museo de Sitio del CATVI de Edzná a 16,1 km (10,0 mi) - Zona Arqueológica Edzná de Ruta Puuc a 16,4 km (10,2 mi) - Playas de Ciudad del Sol y Villa Madero a 44,4 km (27,6 mi) - Ciudad y Poblado Hopelchén a 73,33 km (45,6 mi) o 75 km (46,6 mi) del Centro | - 31 de diciembre de 2023 (inauguración) - 1 de enero de 2024 (apertura)        |
| Golfo 1 Tramo 2 oriente | Estación San Francisco de Campeche |             | Municipio de Campeche, Campeche      |                         | Transportes: - Aeropuerto Internacional Ing. Alberto Acuña Ongay a 9,6 km (6 mi) del interior - Puerto de Campeche a 7,77 km (4,8 mi) - Muelle de Lerma a 17,4 km (10,8 mi) - Puerto de Seybaplaya a 38,3 km (23,8 mi) - Tren Ligero de Campeche (DRT) a 0,1 km (0,1 mi) - Red Troncal Ko'ox a 5,1 km (3,2 mi) - Rutas Alimentadoras Ko'ox a 2,2 km (1,4 mi) Instalaciones de servicio: - Cocheras Puntos de interés: - Zona Metropolitana de Campeche - Ciudad San Francisco de Campeche a 1 km (0,6 mi) o 10,9 km (6,8 mi) del Centro Histórico - Malecón de Campeche a 7,5 km (4,7 mi) - Museo de Arqueología Subacuática Fuerte San José El Alto a 6,75 km (4,2 mi) - Museo de Arquitectura Maya Baluarte de la Soledad a 8,75 km (5,4 mi) - Baluartes de San Francisco de Campeche (Puertas y Murallas) a 11 km (6,8 mi) - Fuerte de San Miguel a 18,4 km (11,4 mi) - Catedral de Nuestra Purísima Concepción a 18,5 km (11,5 mi) - Yacimientos Arqueológicos Kobén de Ruta Puuc a 13,33 km (8,3 mi) - Yacimientos Arqueológicos Acanmul de Ruta Puuc a 27 km (16,8 mi) - Ciudad Seybaplaya a 34,3 km (21,3 mi) - Malecón de Seybaplaya a 38,8 km (24,1 mi) - Zona Arqueológica Tohcok de Ruta Puuc a 76,9 km (47,8 mi) - Parque Natural Reserva de la Biósfera Los Petenes a 8,5 km (5,3 mi) | - 15 de diciembre de 2023 (inauguración) - 16 de diciembre de 2023 (apertura)   |
| Golfo 1 Tramo 2 oriente | Paradero Tenabo                    |             | Tenabo, Campeche                     |                         | Puntos de interés: - Ciudad Tenabo a 0,5 km (0,3 mi) o 2,1 km (1,3 mi) del Centro - Iglesia Parroquia de Nuestra Señora de la Asunción a 2,1 km (1,3 mi) - Zona Arqueológica Kankí de Ruta Puuc a 18,9 km (11,7 mi) - Yacimientos Arqueológicos Acanmul de Ruta Puuc a 27 km (16,8 mi) - Parque Natural Reserva de la Biósfera Los Petenes a 11,4 km (7,1 mi) o 25,5 km (15,8 mi) | - 15 de diciembre de 2023 (inauguración) - 16 de diciembre de 2023 (apertura)   |
| Golfo 1 Tramo 2 oriente | Paradero Hecelchakán               |             | Hecelchakán, Campeche                |                         | Puntos de interés: - Ciudad Hecelchakán a 0,15 km (0,1 mi) o 2,1 km (1,3 mi) del Centro - Iglesia de San Francisco de Asís en San Antonio a 2,2 km (1,4 mi) - Museo de Arqueología Maya del Camino Real a 2,9 km (1,8 mi) - Cementerio de Pomuch a 10,75 km (6,7 mi) - Ruinas Arqueológicas Xcombec de Ruta Puuc a 12,4 km (7,7 mi) - Ruinas Arqueológicas Xcalachetzimin de Ruta Puuc a 17 km (10,6 mi) - Ruinas Arqueológicas Haltunchon de Ruta Puuc a 21,5 km (13,4 mi) - Zona Arqueológica Xcalumkín de Ruta Puuc a 21,6 km (13,4 mi) - Ruinas Arqueológicas Xcucsuc de Ruta Puuc a 23,44 km (14,6 mi) - Ruinas Arqueológicas Cacabxnuc de Ruta Puuc a 26,6 km (16,5 mi) - Ruinas Arqueológicas Bek de Ruta Puuc a 31,11 km (19,3 mi) - Ruinas Arqueológicas Sisilá de Ruta Puuc a 35,9 km (22,3 mi) - Ruinas Arqueológicas Ichmac de Ruta Puuc a 40,4 km (25,1 mi) - Zona Arqueológica Isla de Jaina a 42,9 km (26,7 mi) - Ruinas Arqueológicas Mul-Haltún de Ruta Puuc a 48,5 km (30,1 mi) o 53,4 km (33,2 mi) - Ruinas Arqueológicas Almuchil de Ruta Puuc a 53,1 km (33,0 mi) - Ruinas Arqueológicas Xculoc de Ruta Puuc a 53,3 km (33,1 mi) - Ruinas Arqueológicas Bobil de Ruta Puuc a 53,4 km (33,2 mi) - Yacimientos Arqueológicos Itzimte de Ruta Puuc a 60,45 km (37,6 mi) - Ruinas Arqueológicas Chaac de Ruta Puuc a 65 km (40,4 mi) - Ruinas Arqueológicas Xbalche de Ruta Puuc a 70,9 km (44,1 mi) - Ruinas Arqueológicas Tzum de Ruta Puuc a 75 km (46,6 mi) - Parque Natural Reserva de la Biósfera Los Petenes a 15,6 km (9,7 mi) o 39,6 km (24,6 mi) | - 15 de diciembre de 2023 (inauguración) - 16 de diciembre de 2023 (apertura)   |
| Golfo 2 Tramo 3 | Paradero Calkiní                   |             | Calkiní, Campeche                    |                         | Puntos de interés: - Ciudad Calkiní a 0,15 km (0,1 mi) o 2 km (1,2 mi) del Centro - Iglesia de Iglesia de San Luis Obispo a 2 km (1,2 mi) - Museo de Bécal a 10,45 km (6,5 mi) - Hotel Tren Maya Calkiní Nuevo Uxmal a 29,6 km (18,4 mi) - Parque Nacional Nuevo Uxmal a 26,9 km (16,7 mi) - Zona Arqueológica Uxmal de Ruta Puuc a 40 km (24,9 mi) - Vestigios Arqueológicos Montículo de Yiba de Ruta Puuc a 44,44 km (27,6 mi) - Ruinas Arqueológicas Chelem San Simón de Ruta Puuc a 54,9 km (34,1 mi) - Vestigios Arqueológicos Noh-Pat de Ruta Puuc a 58 km (36,0 mi) - Ruinas Arqueológicas Mul Chic de Ruta Puuc a 58 km (36,0 mi) - Ruinas Arqueológicas Xcoch de Ruta Puuc a 60,6 km (37,7 mi) - Zona Arqueológica Kabah de Ruta Puuc a 61,7 km (38,3 mi) - Ruinas Arqueológicas Chac I y II de Ruta Puuc a 66,75 km (41,5 mi) - Yacimiento arqueológico Chunhuhub de Ruta Puuc a 67,9 km (42,2 mi) - Zona Arqueológica Sayil de Ruta Puuc a 71,11 km (44,2 mi) - Zona Arqueológica Xlabpak de Ruta Puuc a 76,66 km (47,6 mi) - Zona Arqueológica Labná de Ruta Puuc a 79,4 km (49,3 mi) - Zona Arqueológica Chuncatzim I y II de Ruta Puuc a 80 km (49,7 mi) - Reserva Estatal Biocultural del Puuc a 36,1 km (22,4 mi) - Parque Estatal de Kabah a 61,1 km (38,0 mi) - Parque Natural Reserva de la Biósfera Los Petenes a 25 km (15,5 mi) | - 15 de diciembre de 2023 (inauguración) - 16 de diciembre de 2023 (apertura)   |
| Golfo 2 Tramo 3 | Paradero Maxcanú                   |             | Maxcanú, Yucatán                     |                         | Puntos de interés: - Ciudad Maxcanú a 0,9 km (0,6 mi) o 3,4 km (2,1 mi) del Centro - Vestigios Arqueológicos Maxcanú a 2,5 km (1,6 mi) - Iglesia Parroquia de San Miguel Arcángel a 3,4 km (2,1 mi) - Grutas de Aktun Usil-Tzukán-Calcehtok-Oxkintok-Xpukil a 7,5 km (4,7 mi) - Zona Arqueológica Oxkintok de Ruta Puuc a 8,8 km (5,5 mi) - Ruinas Arqueológicas Xumil de Ruta Puuc a 8,25 km (5,1 mi) - Ruinas Arqueológicas Chuyu Balam de Ruta Puuc a 8,9 km (5,5 mi) - Ruinas Arqueológicas Kupaloma de Ruta Puuc a 10,1 km (6,3 mi) - Ruinas Arqueológicas Santa Bárbara de Ruta Puuc a 21,75 km (13,5 mi) - Ruinas Arqueológicas Cerro de Muna de Ruta Puuc a 36,75 km (22,8 mi) - Yacimientos Arqueológicos de Tipikal de Ruta Puuc a 76,5 km (47,5 mi) - Yacimientos Arqueológicos Casa Maya Akil de Ruta Puuc a 79,45 km (49,4 mi) - Ruinas Arqueológicas Muluchtzekel de Ruta Puuc a 79,6 km (49,5 mi) - Ruinas Arqueológicas Sannacte de Ruta Puuc a 80 km (49,7 mi) - Zona Arqueológica Grutas de Loltún de Ruta Puuc a 80 km (49,7 mi) - Ciudad y Pueblo Mágico de Maní a 67,6 km (42,0 mi) o 70,15 km (43,6 mi) del Centro - Convento Monasterio de San Miguel Arcángel a 70,5 km (43,8 mi) - Área Natural Protegida Estatal de Valor Escénico, Histórico y Cultural San Juan Bautista Tabí y Anexa Sacnicté a 77 km (47,8 mi) - Parque Natural Reserva de la Biósfera Ría Celestún a 50,99 km (31,7 mi) - Parque Nacional Arrecifes del Golfo de México-Sur a 80 km (49,7 mi) | - 15 de diciembre de 2023 (inauguración) - 16 de diciembre de 2023 (apertura)   |
| Golfo 2 Tramo 3 | Paradero Umán                      |             | Umán, Yucatán                        |                         | Transportes: - Ramales de Yucatán - Ie-Tram Yucatán líneas 4 y 5 a 0,1 km (0,1 mi) - Va y Ven Ruta Centro-Umán a 5,1 km (3,2 mi) Instalaciones de servicio: - Centro de Operaciones Ferroviarias Poxilá Puntos de interés: - Zona Metropolitana de Mérida - Ciudad Umán a 1,4 km (0,9 mi) o 4,9 km (3 mi) del Centro - Iglesia Parroquia de San Francisco de Asís a 5,1 km (3,2 mi) - Vestigios Arqueológicos de Umán a 6,1 km (3,8 mi) - Ruinas Arqueológicas Hotzucs a 9,9 km (6,2 mi) - Vestigios Arqueológicos Kizil a 10,5 km (6,5 mi) - Yacimientos Arqueológicos Haciendas Poxilá a 12,75 km (7,9 mi) - Vestigios Arqueológicos de Bolón a 15,1 km (9,4 mi) - Ruinas Arqueológicas Yaxcopoil a 14,6 km (9,1 mi) - Parques Ecológicos de Haciendas, Ruinas y Vestigios Arqueológicos de la ciudad de Mérida de 15,5 km (9,6 mi) a 26,9 km (16,7 mi) | - 15 de diciembre de 2023 (inauguración) - 16 de diciembre de 2023 (apertura)   |
| Golfo 2 Tramo 3 | Estación Teya - Mérida             |             | Kanasín, Yucatán                     |                         | Transportes: - Ramales de Yucatán - Ie-Tram Yucatán líneas 2 y 3 a 0,1 km (0,1 mi) - Va y Ven Ruta Periférico a 6,8 km (4,2 mi) Instalaciones de servicio: - Base de Mantenimiento - Cocheras - Terminal Intermodal Puntos de interés: - Zona Metropolitana de Mérida - Poblado Teya de Kanasín a 0,4 km (0,2 mi) o 1,25 km (0,8 mi) del Centro - Zona Metropolitana de Mérida - Ciudad de Kanasín a 3,9 km (2,4 mi) o 6,25 km (3,9 mi) del Centro - Aguadas, Cenotes y Lagos de Kanasín a 8 km (5 mi) - Parques Ecológicos de Haciendas, Ruinas y Vestigios Arqueológicos de Mérida de 1,5 km (0,9 mi) a 17,75 km (11,0 mi) - Parque Estatal Reserva Ecológica Cuxtal a 7,8 km (4,8 mi) - Zona Arqueológica Xiol a 9,9 km (6,2 mi) - Zona Arqueológica Acanceh a 21,34 km (13,3 mi) - Zona Arqueológica Mayapán a 42,4 km (26,3 mi) - Ruta Cenotes Cuzama-Maní-Chan a 22,8 km (14,2 mi) o 33,8 km (21,0 mi) - Parque Estatal Lagunas de Yalahau a 53 km (32,9 mi) | - 15 de diciembre de 2023 (inauguración) - 16 de diciembre de 2023 (apertura)   |
| Golfo 2 Tramo 3 | Paradero Tixkokob                  |             | Tixkokob, Yucatán                    |                         | Puntos de interés: - Zona Metropolitana de Mérida - Ciudad Tixkokob a 0,5 km (0,3 mi) o 2,1 km (1,3 mi) del Centro - Zona Arqueológica Aké a 14 km (8,7 mi) - Ciudad y Pueblo Mágico de Motul Carrillo Puerto a 26 km (16,2 mi) o 28 km (17,4 mi) del Centro - Iglesia Parroquia de San Juan Bautista a 29 km (18,0 mi) - Zona Arqueológica Xcambó a 44 km (27,3 mi) | - 15 de diciembre de 2023 (inauguración) - 16 de diciembre de 2023 (apertura)   |
| Golfo 2 Tramo 3 | Estación Izamal                    |             | Izamal, Yucatán                      |                         | Puntos de interés: - Ciudad y Pueblo Mágico Izamal a 5,25 km (3,3 mi) o 7,5 km (4,7 mi) del Centro - Convento de San Antonio de Padua a 8,4 km (5,2 mi) - Zona Arqueológica Pirámides Kinich Kakmó-Itzamatul a 8 km (5 mi) - Yacimientos Arqueológicos Habuk a 8,2 km (5,1 mi) - Zona Arqueológica Chaltún Há a 8,3 km (5,2 mi) - Ruinas Arqueológicas Tu'ul a 8,6 km (5,3 mi) - Ruinas Arqueológicas Xcach Zamnabalam a 32,7 km (20,3 mi) | - 15 de diciembre de 2023 (inauguración) - 16 de diciembre de 2023 (apertura)   |
| Golfo 3 Tramo 4 | Estación Chichén Itzá              |             | Tinum, Yucatán                       |                         | Transportes: - Aeropuerto Internacional de Kaua a 22,5 km (14,0 mi) del perímetro o 30,25 km (18,8 mi) del interior Puntos de interés: - Poblado Pisté de Chichén Itzá a 6,75 km (4,2 mi) o 9 km (5,6 mi) del Centro - Hotel Tren Maya Chichén Itzá a 3,1 km (1,9 mi) - Gran Museo de Chichén Itzá a 4,6 km (2,9 mi) - Cenotes de Chichén Itzá a 7,4 km (4,6 mi) - Zona Arqueológica Chichén Itzá a 7,4 km (4,6 mi) - Zona Arqueológica Grutas de Balankanché a 13,1 km (8,1 mi) - Zona Arqueológica Yaxunáh a 27,7 km (17,2 mi) | - 15 de diciembre de 2023 (inauguración) - 16 de diciembre de 2023 (apertura)   |
| Golfo 3 Tramo 4 | Estación Valladolid                |             | Valladolid, Yucatán                  |                         | Instalaciones de servicio: - Base de Mantenimiento Puntos de interés: - Ciudad y Pueblo Mágico Valladolid a 2,9 km (1,8 mi) o 6,6 km (4,1 mi) del Centro - Cenotes y Lagunas de Temozón y Valladolid a 3,25 km (2 mi) lo más cercano - Museo San Roque a 7,1 km (4,4 mi) - Iglesia de San Servasio del Parque Principal a 6,8 km (4,2 mi) - Ex-Convento de San Bernardino de Siena a 7,5 km (4,7 mi) - Ex-Convento de Santo Domingo a 16,75 km (10,4 mi) - Zona Arqueológica Ek'Balam a 23,3 km (14,5 mi) - Ciudad y Pueblo Mágico de Espita a 44,4 km (27,6 mi) o 46,4 km (28,8 mi) del Centro - Iglesia de San José a 46,85 km (29,1 mi) - Ruinas Arqueológicas Tahcabó a 44,9 km (27,9 mi) - Ruinas Arqueológicas Dzalamaltún a 50,25 km (31,2 mi) - Ruinas Arqueológicas Xhuenkal a 54,9 km (34,1 mi) - Yacimientos Arqueológicos Yo'okop a 60,33 km (37,5 mi) - Vestigios Arqueológicos Ka'achij K'íiwik ti' Loché a 78,3 km (48,7 mi) | - 15 de diciembre de 2023 (inauguración) - 16 de diciembre de 2023 (apertura)   |
| Golfo 3 Tramo 4 | Estación Nuevo Xcán                |             | Lázaro Cárdenas, Quintana Roo        |                         | Puntos de interés: - Poblado Nuevo X-Can a 0,5 km (0,3 mi) o 1,1 km (0,7 mi) del Centro - Cenotes de Chemax y Grutas de Nohoch-AcTun a 1,4 km (0,9 mi) lo más cercano - Tres Lagunas a 20 km (12,4 mi) - Área de Protección de Flora y Fauna Otoch Ma’ax Yetel Kooh a 22 km (13,7 mi) - Punta Laguna a 27,55 km (17,1 mi) - Yacimientos Arqueológicos El Naranjal a 20,5 km (12,7 mi) - Ruinas Arqueológicas K’an Túunich a 36,25 km (22,5 mi) - Ruinas Arqueológicas Mu'ul kee'l a 39,55 km (24,6 mi) - Yacimientos Arqueológicos Kulubá a 56,33 km (35,0 mi) - Área de Protección de Flora y Fauna Yum Balam e Isla Grande de Holbox a 75 km (46,6 mi) | - 15 de diciembre de 2023 (inauguración) - 16 de diciembre de 2023 (apertura)   |
| Golfo 3 Tramo 4 | Paradero Leona Vicario             |             | Puerto Morelos, Quintana Roo         |                         | Puntos de interés: - Poblado Leona Vicario a 0,75 km (0,5 mi) o 1,75 km (1,1 mi) del Centro - Parque Parador Corredor Turístico de Leona Vicario a 1,9 km (1,2 mi) - El Charco a 0,4 km (0,2 mi) - Ruta de Cenotes del Norte de Quintana Roo a 4,4 km (2,7 mi) | - 15 de diciembre de 2023 (inauguración) - 16 de diciembre de 2023 (apertura)   |
| Golfo 3 Tramo 4 | Estación Cancún Aeropuerto         |             | Benito Juárez, Quintana Roo          |                         | Transportes: - Aeropuerto Internacional de Cancún a 0,75 km (0,5 mi) del perímetro o 7,5 km (4,7 mi) del interior - Puertos y Muelles de Cancún de 19 km (11,8 mi) a 24 km (14,9 mi) - Conexión Intermodal Terminales 1, 2, 3 y 4 del Aeropuerto a 0,1 km (0,1 mi) Instalaciones de servicio: - Talleres y Cocheras - Terminal Intermodal Puntos de interés: - Zona Metropolitana de Cancún - Ciudad Cancún a 0,25 km (0,2 mi) o 20 km (12,4 mi) del Centro - Playas de Cancún a 8,9 km (5,5 mi) o 20 km (12,4 mi) de Zona Hotelera - Cenotes de Cancún a 11,88 km (7,4 mi) lo más cercano - Museo Maya de Cancún a 16,6 km (10,3 mi) - Zona Arqueológica San Miguelito a 16,9 km (10,5 mi) - Zona Arqueológica El Rey a 15,5 km (9,6 mi) - Ruinas Arqueológicas Punta Cancún a 25,1 km (15,6 mi) - Vestigios Arqueológicos Ta'Akul a 26 km (16,2 mi) - Zona Arqueológica El Meco a 26,1 km (16,2 mi) - Vestigios Arqueológicos Gran Cueva Maya Rancho Viejo a 30,55 km (19,0 mi) - Museo Subacuático de Arte en Cancún a 31,75 km (19,7 mi) - Ciudad y Pueblo Mágico de Isla Mujeres a 33,5 km (20,8 mi) del Centro con 23 km (14,3 mi) en carretera y 10,5 km (6,5 mi) en ferri desde el puerto - Área de Protección de Flora y Fauna Manglares de Nichupté a 5,5 km (3,4 mi) - Parque Nacional Costa Occidental de Isla Mujeres, Punta Cancún y Punta Nizuc a 11,33 km (7 mi) - Área de Protección de Flora y Fauna Playa Delfines a 15,5 km (9,6 mi) - Área de Protección de Flora y Fauna San Buenaventura a 16,5 km (10,3 mi) - Área de Protección de Flora y Fauna Jacinto Pat a 19 km (11,8 mi) - Área Natural Protegida Refugio Estatal de Flora y Fauna Sistema Lagunar Cayo Chacmochuch e Isla Blanca a 30,5 km (19,0 mi) - Parque Nacional Santuario Isla Contoy a 60 km (37,3 mi) con 24 km (14,9 mi) en carretera y 31 km (19,3 mi) en ferri desde el puerto - Reserva de la Biósfera Caribe Mexicano a 9,1 km (5,7 mi) | - 15 de diciembre de 2023 (inauguración) - 16 de diciembre de 2023 (apertura)   |
| Caribe 2 Tramo 5 norte | Estación Puerto Morelos            |             | Puerto Morelos, Quintana Roo         |                         | Transportes: - Puerto de Morelos a 9 km (5,6 mi) del Centro Instalaciones de servicio: - Base de Mantenimiento Puntos de interés: - Ciudad Puerto Morelos a 1 km (0,6 mi) u 8,1 km (5 mi) del Centro - Parque Fundadores Faro de Puerto Morelos a 8,4 km (5,2 mi) - Ruta de Cenotes del Norte de Quintana Roo a 5 km (3,1 mi) - Área de Protección de Flora y Fauna Manglares de Puerto Morelos a 6,75 km (4,2 mi) - Playas de Puerto Morelos a 8,88 km (5,5 mi) - Parque Nacional Arrecife de Puerto Morelos a 8,9 km (5,5 mi) - Reserva de la Biósfera Caribe Mexicano a 8,9 km (5,5 mi) | - 29 de febrero de 2024 (inauguración) - 1 de marzo de 2024 (apertura)          |
| Caribe 2 Tramo 5 norte | Estación Playa del Carmen          |             | Playa del Carmen, Quintana Roo       |                         | Transportes: - Aeropuerto Internacional de Cozumel a 31,6 km (19,6 mi) del interior con 17,5 km (10,9 mi) en ferri - Muelle Playa del Carmen a 11 km (6,8 mi) - Punta Venado a 20,9 km (13,0 mi) - Puerto Aventuras a 30,5 km (19,0 mi) - Muelle Cozumel a 28,5 km (17,7 mi) Puntos de interés: - Ciudad Playa del Carmen a 0,25 km (0,2 mi) o 7,66 km (4,8 mi) del Centro - Cenotes de Playa del Carmen a 4,4 km (2,7 mi) lo más cercano - Parque Municipal Los Fundadores de Playa del Carmen a 10,75 km (6,7 mi) - Capilla Central de Nuestra Virgen Señora del Carmen a 10,8 km (6,7 mi) - Ruinas Arqueológicas Kaan a 11,22 km (7 mi) - Zona Arqueológica Xaman-Há a 10,9 km (6,8 mi) - Zona Arqueológica Playa del Carmen a 11,4 km (7,1 mi) - Parque Ecológico Xcaret a 16,3 km (10,1 mi) - Zona Arqueológica Xcaret a 18,8 km (11,7 mi) - Circuito Paamul II a 26,9 km (16,7 mi) - Parque Puerto Aventuras a 31,1 km (19,3 mi) - Yacimiento arqueológico Adoratorio Caleta Chac-hal-al a 33,96 km (21,1 mi) - Yacimiento arqueológico Templo Maya Akumal a 46 km (28,6 mi) - Área Natural Protegida Felipe Carrillo Puerto a 12,66 km (7,9 mi) - Playacar a 13,1 km (8,1 mi) - Ciudad y Pueblo Mágico de San Miguel de Cozumel a 28,5 km (17,7 mi) del Centro con 11 km (6,8 mi) en carretera y 17,5 km (10,9 mi) en ferri - Museo de la Isla de Cozumel a 28,9 km (18,0 mi) - Zona Arqueológica San Gervasio a 43,75 km (27,2 mi) - Zona Arqueológica El Cedral a 49,25 km (30,6 mi) - Yacimiento arqueológico Castillo Real a 54,5 km (33,9 mi) - Zona Arqueológica El Caracol a 60,33 km (37,5 mi) - Parque Nacional Punta Sur de Cozumel a 34,9 km (21,7 mi) - Parque Nacional Arrecifes de Cozumel a 28 km (17,4 mi) con 11 km (6,8 mi) en carretera y 17 km (10,6 mi) en ferri - Área de Protección de Flora y Fauna de la Porción Norte y las Franjas Costera Oriental, Terrestres y Marinas de la Isla de Cozumel a 33 km (20,5 mi) - Área de Protección de Flora y Fauna Cenote Aerolito a 34,6 km (21,5 mi) - Parque Laguna Chankanaab a 37,75 km (23,5 mi) - Reserva de la Biósfera Caribe Mexicano a 8 km (5 mi) | - 29 de febrero de 2024 (inauguración) - 1 de marzo de 2024 (apertura)          |
| Caribe 2 Tramo 5 sur | Estación Tulum                     |             | Tulum, Quintana Roo                  |                         | Puntos de interés: - Ciudad y Pueblo Mágico Tulum a 3 km (1,9 mi) o 4,4 km (2,7 mi) del Centro - Hotel Tren Maya Tulum a 2,55 km (1,6 mi) - Cavernas, Cenotes y Lagunas de Tulum a 1,7 km (1,1 mi) lo más cercano - Museo Regional de la Costa Oriental a 6,6 km (4,1 mi) - Parque Nacional Tulum a 5,5 km (3,4 mi) - Parque Ecológico-Recreativo del Jaguar a 6,1 km (3,8 mi) - Área de Protección de Flora y Fauna Jaguar a 12,9 km (8 mi) del interior - Parque Acuático Natural Caleta Xel-Há a 21,1 km (13,1 mi) - Área de Refugio Bahía de Akumal a 30,3 km (18,8 mi) - Zona Arqueológica Tulum-Zamá a 6,75 km (4,2 mi) - Zona Arqueológica Xel-Há a 20,9 km (13,0 mi) - Zona Arqueológica Cobá a 44,1 km (27,4 mi) - Ruinas Arqueológicas Cueva Cenote Muul ichi Ts'ono'ot a 54,1 km (33,6 mi) - Reserva de la Biósfera Caribe Mexicano a 9,1 km (5,7 mi) | - 20 de septiembre de 2024 (inauguración) - 21 de septiembre de 2024 (apertura) |
| Caribe 1 Tramo 6 norte | Estación Tulum Aeropuerto          |             | Felipe Carrillo Puerto, Quintana Roo |                         | Transportes: - Aeropuerto Internacional de Tulum a 0,25 km (0,2 mi) del perímetro o 2,4 km (1,5 mi) del interior Instalaciones de servicio: - Base de Mantenimiento - Cochera Puntos de interés: - Hotel Tulum Aeropuerto a 2,88 km (1,8 mi) - Cavernas, Cenotes y Lagunas de Tulum a 9,75 km (6,1 mi) lo más cercano - Zona Arqueológica Muyil a 15,1 km (9,4 mi) - Reserva de la Biósfera y Arrecifes de Sian Ka’an a 15,4 km (9,6 mi) del perímetro o a 17,6 km (10,9 mi) del interior - Yacimiento Aruqeológico Vigía del Lago-Xlahpak a 21,9 km (13,6 mi) por Muyil a pie - Reserva de la Biósfera Caribe Mexicano a 26,8 km (16,7 mi) - Yacimiento arqueológico Capechén a 38,5 km (23,9 mi) por Sian Kaan | - 20 de septiembre de 2024 (inauguración) - 21 de septiembre de 2024 (apertura) |
| Caribe 1 Tramo 6 norte | Estación Felipe Carrillo Puerto    |             | Felipe Carrillo Puerto, Quintana Roo |                         | Instalaciones de servicio: - Base de Mantenimiento Puntos de interés: - Ciudad Felipe Carrillo Puerto a 0,9 km (0,6 mi) o 3,9 km (2,4 mi) del Centro - Cenotes y Lagunas de Felipe Carrillo Puerto a 7,33 km (4,6 mi) o 3,33 km (2,1 mi) lo más cercano - Reserva de la Biósfera y Arrecifes de Sian Ka’an a 15,33 km (9,5 mi) - Museo de la Guerra Social Maya a 79,76 km (49,6 mi) - Templo Ex-Parroquia del Santo Niño Jesús de Tihosuco a 79,97 km (49,7 mi) - a 80 km (49,7 mi) - a 80 km (49,7 mi) - a 80 km (49,7 mi) - a 80 km (49,7 mi) - Reserva de la Biósfera Caribe Mexicano a 35,5 km (22,1 mi) caminando | - 20 de septiembre de 2024 (inauguración) - 21 de septiembre de 2024 (apertura) |
| Caribe 1 Tramo 6 sur | Paradero Limones-Chacchobén        |             | Bacalar, Quintana Roo                |                         | Transportes: - Puerto de Mahahual a 63,9 km (39,7 mi) Puntos de interés: - Poblado Limones a 0,1 km (0,1 mi) o 1,4 km (0,9 mi) del Centro - Lagunas de Beltrán y Villalobos de Chula Vista a 9,25 km (5,7 mi) - Yacimiento arqueológico de Limones a 2 km (1,2 mi) - Zona Arqueológica Chacchobén a 18,9 km (11,7 mi) - Yacimientos Arqueológicos Nueva Loria a 74,8 km (46,5 mi) - Área de Protección de Flora y Fauna Uaymil a 21,6 km (13,4 mi) - Playas de Mahahual a 62,66 km (38,9 mi) - Reserva de la Biósfera Caribe Mexicano a 62,75 km (39,0 mi) | - 15 de diciembre de 2024 (inauguración y apertura)                             |
| Caribe 1 Tramo 6 sur | Estación Bacalar                   |             | Bacalar, Quintana Roo                |                         | Puntos de interés: - Ciudad y Pueblo Mágico Bacalar a 1 km (0,6 mi) o 4,75 km (3 mi) del Centro - Hotel Especial Bacalar a 4,9 km (3 mi) - Parque Lagunar de Bacalar a 1,77 km (1,1 mi) - Fuerte de San Felipe a 5 km (3,1 mi) - Zona Arqueológica Ichkabal a 38,4 km (23,9 mi) o 54,5 km (33,9 mi) por Reforma | - 15 de diciembre de 2024 (inauguración y apertura)                             |
| Caribe 1 Tramo 6 sur | Estación Chetumal Aeropuerto       |             | Othón P. Blanco, Quintana Roo        |                         | Transportes: - Aeropuerto Internacional de Chetumal a 0,75 km (0,5 mi) del interior - Muelle de Chetumal a 4,4 km (2,7 mi) Instalaciones de servicio: - Talleres y Cocheras - Terminal Intermodal Puntos de interés: - Ciudad Chetumal a 1,1 km (0,7 mi) o 3,9 km (2,4 mi) del Centro - Catedral del Sagrado Corazón de Jesús de la Diócesis de Cancún-Chetumal a 4,4 km (2,7 mi) - Parque Ecológico La Charca Zazil a 0,5 km (0,3 mi) - Reserva Estatal Santuario del Manatí Bahía de Chetumal a 6 km (3,7 mi) - Museo de la Cultura Maya a 4,25 km (2,6 mi) - Pueblo Calderitas a 10,1 km (6,3 mi) u 11,11 km (6,9 mi) del Centro - Zona Arqueológica Oxtankah a 18,9 km (11,7 mi) - Punta Xcalak a 65,6 km (40,8 mi) con 4,5 km (2,8 mi) por carretera y 61,1 km (38,0 mi) por mar | - 29 de septiembre de 2024 (inauguración) - 15 de diciembre de 2024 (apertura)  |
| Selva 2 Tramo 7 | Paradero Nicolás Bravo-Konhunlich  |             | Nicolás Bravo, Quintana Roo          |                         | Puntos de interés: - Poblado Nicolás Bravo a 5,25 km (3,3 mi) o 6,4 km (4 mi) del Centro - Zona Arqueológica Kohunlich a 15,4 km (9,6 mi) - Vestigios Arqueológicos Pol Box a 18,6 km (11,6 mi) - Lagunas Chakanbakán de Om a 25,66 km (15,9 mi) - Yacimiento arqueológico Chakanbakán a 27,5 km (17,1 mi) - Yacimientos Arqueológicos El Toro a 25,75 km (16,0 mi) - Zona Arqueológica Dzibanché 33,44 km (20,8 mi) - Zona Arqueológica Kinichná a 34,4 km (21,4 mi) - Ruinas Arqueológicas El Resbalón a 51,22 km (31,8 mi) - Yacimientos Arqueológicos Noh Kah a 80 km (49,7 mi) | - 15 de diciembre de 2024 (inauguración) - 17 de diciembre de 2024 (apertura)   |
| Selva 2 Tramo 7 | Estación Xpujil                    |             | Calakmul, Campeche                   |                         | Instalaciones de servicio: - Base de Mantenimiento Puntos de interés: - Ciudad y Poblado Xpujil a 0,5 km (0,3 mi) o 2,6 km (1,6 mi) del Centro - Jagüeyes de Xpujil a 2 km (1,2 mi) - Zoh-Laguna a 8,7 km (5,4 mi) - Reserva de la Biósfera de Calakmul a 13 km (8,1 mi) - Zona Arqueológica Xpuhil I, II, III y IV a 3,75 km (2,3 mi) - Zona Arqueológica Becán a 10,25 km (6,4 mi) - Zona Arqueológica Chicanná a 12,25 km (7,6 mi) - Zona Arqueológica El Hormiguero a 23,55 km (14,6 mi) - Zona Arqueológica Río Bec a 33,33 km (20,7 mi) - Zona Arqueológica Valeriana a 49,9 km (31,0 mi) , (acceso prohibido por ser descubrimiento reciente) - Vestigios Arqueológicos El Palmar a 61,4 km (38,2 mi) | - 15 de diciembre de 2024 (inauguración) - 17 de diciembre de 2024 (apertura)   |
| Selva 2 Tramo 7 | Paradero Calakmul                  |             | Calakmul, Campeche                   |                         | Puntos de interés: - Poblado Nuevo Conhuás a 1,4 km (0,9 mi) o 3,5 km (2,2 mi) del Centro - Hotel Tren Maya Calakmul a 48,75 km (30,3 mi) - Reserva de la Biósfera de Balam Kú a 0,1 km (0,1 mi) - Reserva de la Biósfera de Calakmul a 21,1 km (13,1 mi) - Zona Arqueológica Balamkú a 7 km (4,3 mi) - Cueva del Murciélago a 10 km (6,2 mi) - Vestigios Arqueológicos Chunjabin Campeche a 11,33 km (7 mi) - Museo de la Naturaleza y Arqueología de Calakmul a 19,9 km (12,4 mi) - Zona Arqueológica Nadzca'an a 33 km (20,5 mi) - Vestigios Arqueológicos El Ramonal a 33,5 km (20,8 mi) - Ruinas Arqueológicas Oxpemul a 39,9 km (24,8 mi) - Zona Arqueológica Ocomtún a 40 km (24,9 mi) - Zona Arqueológica Calakmul Oxtetún a 60,75 km (37,7 mi) | - 15 de diciembre de 2024 (inauguración) - 17 de diciembre de 2024 (apertura)   |
| Selva 2 Tramo 7 | Paradero Centenario                |             | Escárcega, Campeche                  |                         | Puntos de interés: - Poblado Centenario a 0,4 km (0,2 mi) o 0,6 km (0,4 mi) del Centro - Malecón de Centenario a 0,9 km (0,6 mi) - Silvituc Noh-Laguna a 1,1 km (0,7 mi) - Laguna Chama a 18 km (11,2 mi) - Área de Protección de Flora y Fauna Reserva Balam Kin a 50,66 km (31,5 mi) | - 15 de diciembre de 2024 (inauguración) - 17 de diciembre de 2024 (apertura)   |
| Fuentes de elaboración: |                                    |             |                                      |                         | |                                                                                 |
| - Sitio web oficial del Tren Maya. - Gran Guía del Tren Maya 2023 (desactualizada) en la página del Instituto Nacional de Antropología e Historia (INAH), documento interactivo. |                                    |             |                                      |                         | |                                                                                 |

### Tramo 1: Escárcega - Palenque
| Sección, tramo y subtramo | Nombre y tipología de estación | Iconografía | Ubicación            | Imágenes de la estación | Enlaces y distancias aproximadas | Inauguraciones y aperturas                                               |
| --- | ------------------------------ | ----------- | -------------------- | ----------------------- | --- | ------------------------------------------------------------------------ |
| Selva 1 Tramo 1 | Estación Escárcega             |             | Escárcega, Campeche  |                         | Puntos de interés: - Ciudad Escárcega a 0,1 km (0,1 mi) o 0,9 km (0,6 mi) del Centro - Ruta de Cenotes Laguna Miguel Colorado a 34 km (21,1 mi) - Área de Protección de Flora y Fauna Laguna de Términos a 49,9 km (31,0 mi) - Arroyo de Checkubul a 56,9 km (35,4 mi) - Ciudad Sabancuy a 73 km (45,4 mi) - Ciudad y Pueblo Mágico de Isla Aguada a 80 km (49,7 mi) | - 31 de diciembre de 2023 (inauguración) - 1 de enero de 2024 (apertura) |
| Selva 1 Tramo 1 | Paradero Candelaria            |             | Candelaria, Campeche |                         | Instalaciones de servicio: - Talleres y Cocheras Puntos de interés: - Ciudad y Pueblo Mágico Candelaria a 0,1 km (0 mi) o 0,44 km (0 mi) del Centro - Parroquia de Nuestra Señora de la Candelaria a 0,55 km (0 mi) - Malecón de Candelaria a 0,5 km (0,3 mi) - Río Candelaria de la Gran Cuenca Grijalva-Usumacinta a 0,5 km (0,3 mi) - Parque Ecológico Reserva Salto Grande a 10,4 km (6,5 mi) - Manantiales de Pedro Baranda a 39,9 km (24,8 mi) - Zona Arqueológica El Tigre Itzamkanac a 47,4 km (29,5 mi) - Yacimiento arqueológico Cerro de los Muertos a 73,37 km (45,6 mi) | - 31 de diciembre de 2023 (inauguración) - 1 de enero de 2024 (apertura) |
| Selva 1 Tramo 1 | Estación El Triunfo            |             | Balancán, Tabasco    |                         | Puntos de interés: - Poblado El Triunfo a 0,1 km (0,1 mi) o 0,25 km (0,2 mi) del Centro - Reserva de la Biósfera Wanha' del Río San Pedro Mártir a 17,4 km (10,8 mi) - Yacimientos Arqueológicos Aguada Fénix a 16 km (9,9 mi) - Ruinas Arqueológicas Río San Pedro a 22,75 km (14,1 mi) - Zona arqueológica Moral-Reforma a 26,75 km (16,6 mi) - Reserva Ecológica Estatal Cascadas de Reforma a 45,75 km (28,4 mi) | - 31 de diciembre de 2023 (inauguración) - 1 de enero de 2024 (apertura) |
| Selva 1 Tramo 1 | Paradero Tenosique             |             | Tenosique, Tabasco   |                         | Instalaciones de servicio: - Base de Mantenimiento Puntos de interés: - Ciudad Tenosique a 0,1 km (0,1 mi) o 1,4 km (0,9 mi) del Centro - Río Usumacinta de la Gran Cuenca Grijalva-Usumacinta a 2,1 km (1,3 mi) - Reserva de la Biósfera Wanha' del Río San Pedro Mártir a 33,7 km (20,9 mi) - Zona Arqueológica San Claudio a 37,75 km (23,5 mi) - Vestigios Arqueológicos Santa Elena a 40,66 km (25,3 mi) | - 31 de diciembre de 2023 (inauguración) - 1 de enero de 2024 (apertura) |
| Selva 1 Tramo 1 | Estación Boca del Cerro        |             | Tenosique, Tabasco   |                         | Puntos de interés: - Poblado Cerro Norte a 0,1 km (0,1 mi) o 0,55 km (0,3 mi) del Centro - Puente Boca del Cerro a 0,5 km (0,3 mi) - Malecón de Boca del Cerro a 0,5 km (0,3 mi) - Río Usumacinta de la Gran Cuenca Grijalva-Usumacinta a 0,5 km (0,3 mi) - Área de Protección de Flora y Fauna Cañón del Río Usumacinta a 0,6 km (0,4 mi) - Vestigios Arqueológicos Panhalé a 5,1 km (3,2 mi) - Zona Arqueológica Pomoná a 18,9 km (11,7 mi) - Yacimiento arqueológico Chinikihá a 22,1 km (13,7 mi) - Templo del Señor de Tila a 44,25 km (27,5 mi) - Área de Protección de Flora y Fauna Metzabok Nahá a 79,6 km (49,5 mi) | - 31 de diciembre de 2023 (inauguración) - 1 de enero de 2024 (apertura) |
| Selva 1 Tramo 1 | Estación Palenque              |             | Palenque, Chiapas    |                         | Transportes: - Aeropuerto Internacional de Palenque a 4,75 km (3 mi) del interior - Línea FA del Tren Interoceánico a 2,7 km (2 mi) Instalaciones de servicio: - Base de Mantenimiento - Patio de Intercambio Puntos de interés: - Ciudad y Pueblo Mágico Palenque a 2,1 km (1 mi) o 4,9 km (3 mi) del Centro - Hotel Tren Maya Palenque a 9,9 km (6,2 mi) - Plaza del Artesano de Glorieta Madre Ch’ol a 5,1 km (3 mi) - Iglesia Parroquia de Santo Domingo Guzmán a 6 km (3,7 mi) - Museo del Sitio de Palenque Alberto Ruz L'Huillier a 11,25 km (7 mi) - Zona Arqueológica Palenque a 12,7 km (8 mi) - Parque Nacional Palenque a 9,1 km (5,7 mi) - Río Chacamax de la Gran Cuenca Grijalva-Usumacinta a 8,33 km (5 mi) - Ruinas Arqueológicas Xupá a 14 km (9 mi) - Pueblos de Catazajá a 25,5 km (15,8 mi) - Malecón de Playas de Catazajá a 27,6 km (17,1 mi) - Área Natural Protegida Reserva Ecológica del Sistema Lagunar Humedales de Catazajá a 27,6 km (17,1 mi) - Parques Reservas Ecoturísticas en Salto de Agua a 13,9 km (8,6 mi) - Área de Protección de Flora y Fauna Cascadas de Agua Azul a 67,5 km (41,9 mi) | - 31 de diciembre de 2023 (inauguración) - 1 de enero de 2024 (apertura) |
| Fuentes de elaboración: |                                |             |                      |                         | |                                                                          |
| - Sitio web oficial del Tren Maya. - Gran Guía del Tren Maya 2023 (desactualizada) en la página del Instituto Nacional de Antropología e Historia (INAH), documento interactivo. |                                |             |                      |                         | |                                                                          |

## Recorridos y frecuencias

### Esquemas de modelos operativos
El tramo 1, el tramo de Escárcega a Teya y el tramo 7 de Chetumal a Escárcega es de una sola vía no electrificiada, por otra parte, el tramo de Teya-Cancún-Chetumal es de doble vía electrificada.
.

### Anteriores recorridos (2023-2025)
La operación fue abierta al público, con 2 recorridos de ida y 2 de regreso por dia, en los tramos 
2
3  y 
4, del 16 al 27 de diciembre de 2023.
Se agregó el tramo 1 y tramo 2 poniente entre el 31 de diciembre de 2023 y el 1 de enero de 2024:
- Campeche-Palenque  con 2 recorridos de ida y 2 de vuelta.

El 29 de febrero de 2024 se pre-inaugura el tramo 5 norte:
- Cancún-Playa del Carmen, con

5 recorridos de ida y 5 de regreso para trabajadores y turistas.
Esa misma fecha se agregan recorridos en los tramos anteriores, aumentando:
- Campeche-Merida a 4 ida y 4 vuelta.

- Mérida-Cancún a 6 ida y 6 vuelta.

El 20 de septiembre de 2024 se incorpora al recorrido el tramo 5 sur y 6 norte. En este mes se entregaron nuevos trenes y se pusieron en operación.
Los recorridos a Chetumal están disponibles desde el 15 de diciembre de 2024.
Se anunciaron recorridos en todo el circuito troncal a partir del 17 de diciembre de 2024, con esta opción de viaje el tramo 7 tendrá 24 corridas semanales.
Debido a la demanda del periodo vacacional, a finales de 2024 y principios de 2025 se pusieron en operación siete trenes con más de 4 vagones de pasajeros.

### Actuales recorridos (desde 2025)
Aún pendientes las obras de electrificación que permitirían tener más recorridos de ida y vuelta la día, también falta más de la mitad de la flota de trenes en comenzar a operar. Se espera que aumente su afluencia y se entregue toda la flota de trenes para regularizar por completo el servicio.

### Próximos recorridos
Los viajes que el Tren Maya ofrecerá diariamente son: Cancún-Chetumal con 52 viajes en total; Cancún-Mérida, con 40. Además, Mérida-Palenque, con 10; Mérida-Chetumal, con cinco; y Palenque-Cancún, con tres viajes.
Se espera que a más tardar en 2027 se de apertura de los ramales, en Yucatán.

## Servicios y material rodante
El Tren Maya ofrece varios servicios, dependiendo del material rodante.
| Tipo                      | Servicio        | Enfoque                                               |
| ------------------------- | --------------- | ----------------------------------------------------- |
| Tren de trabajo           | Tren de trabajo | Asistencia, construcción, mantenimiento y supervisión |
| Tren regional de lejanías | Pasajeros       | Suburbano e interurbano                               |
| Tren regional de lejanías | Pasajeros       | Turístico                                             |
| Tren carguero             | Tren carguero   | Mercancías                                            |
| Tren carguero             | Tren carguero   | Paquetería y postal                                   |

### Trenes de trabajo
Se han importado varias locomotoras a México para ayudar a construir, incluidas ocho locomotoras China Railway DF-4D propiedad de contratistas chinos, algunas locomotoras Vossloh G2000 BB y "locomotoras más antiguas importadas de segunda mano de Europa".

### Trenes de pasajeros
Para el tren Maya, estas formaciones vienen en 3 configuraciones distintas según el tipo de servicio que se vaya a ocupar, a su vez se ofrece viajar en clase turista, clase premier y en zonas especiales para personas con movilidad reducida (PMR). Los trenes de pasajeros fueron diseñados por la empresa francesa Alstom, serán 42 carros de ferrocarril que tendrán un costo de 36,564 millones de pesos. Su fabricación es en la planta de Ciudad Sahagún, en Hidalgo.
Estándar o regular
Xiinbal («caminar» en maya): configuración estándar compuesta por trenes de 4 carros (capacidad 230 pasajeros) a 7 carros (430 pasajeros). Esta configuración está hecha para transporte interurbano dirigido al público en común y turismo que requiera movilidad a un costo más económico. Esta formación puede integrar un bar-cafetería (31 formaciones entre ambas configuraciones numéricas). Este servicio se ofrece a pasajeros locales frecuentes, pero también para los ocasionales y los turistas.
| Tipo                         | Imagen | # de coches | Composición                         | Composición                    | Composición | Composición          | Composición          | Composición | Composición | Capacidad                     | Cantidad de vehículos |
| Tipo                         | Imagen | # de coches | Vagón 1P                            | Vagón 2T                       | Vagón 2TP   | Vagón 3T             | Vagón 4T             | Vagón 5T    | Vagón 6T    | Capacidad                     | Cantidad de vehículos |
| ---------------------------- | ------ | ----------- | ----------------------------------- | ------------------------------ | ----------- | -------------------- | -------------------- | ----------- | ----------- | ----------------------------- | --------------------- |
| Xiinbal (Estándar o regular) |        | De 4 a 7    | Cabina de conductor y Clase premier | Clase turista, baño y bar-café | Entrada     | Clase turista y baño | Clase turista y baño | ?           | ?           | Máximo de 230 o 430 pasajeros | 31                    |

Restaurante
Janal («comer» en maya): configuración estándar compuesta por trenes de 4 carros (140 pasajeros) difiere de la configuración anterior por la adición de un coche restaurante y en el podrán servirse y degustarse platillos de la región a la que brinda servicio (8 formaciones sin cambios en tamaño de las mismas). Tendrá Paisajes Acuáticos al exterior, al interior hará referencia a la obra de Luis Barragán. “El restaurante ofrece dos opciones de diseño y varias configuraciones de asientos para permitir un uso óptimo del espacio en un hermoso escenario”.
| Tipo                | Imagen | # de coches | Composición                                        | Composición                   | Composición                   | Composición | Composición | Capacidad               | Cantidad de vehículos |
| Tipo                | Imagen | # de coches | Coche 1                                            | Coche 2                       | Coche 3                       | Coche 4     |             | Capacidad               | Cantidad de vehículos |
| ------------------- | ------ | ----------- | -------------------------------------------------- | ----------------------------- | ----------------------------- | ----------- | ----------- | ----------------------- | --------------------- |
| Janal (Restaurante) |        | 4           | Cabina de conductor, Clase premier y Mesas comedor | Clase turista y Mesas comedor | Clase turista y Mesas comedor | Restaurante | Restaurante | Máximo de 140 pasajeros | 8                     |

Largas distancias
P´aatal («permanecer» en maya): configuración estándar compuesta por trenes de 7 carros (260 Pasajeros). Esta es una configuración enfocada especialmente a trayectos o viajes de larga distancia. Cuenta con butacas reclinables, camarotes individuales con asientos convertibles en cama equipados con sanitario y regadera. También cuenta con carro restaurante (3 formaciones sin cambios en tamaño de las mismas).
| Tipo                     | Imagen | # de coches | Composición                         | Composición   | Composición   | Composición                      | Composición | Composición        | Composición           | Capacidad               | Cantidad de vehículos |
| Tipo                     | Imagen | # de coches | Coche 1                             | Coche 2       | Coche 3       | Coche 4                          | Coche 5     | Coche 6            | Coche 7               | Capacidad               | Cantidad de vehículos |
| ------------------------ | ------ | ----------- | ----------------------------------- | ------------- | ------------- | -------------------------------- | ----------- | ------------------ | --------------------- | ----------------------- | --------------------- |
| P’atal (Larga distancia) |        | 7           | Cabina de conductor y Clase premier | Clase premier | Clase turista | Bistró y Zonas especiales de PMR | Restaurante | Cocina y camarotes | Camarotes y regaderas | Máximo de 260 pasajeros | 3                     |

### Trenes de carga
El servicio de mercancías tendrá una carga máxima por eje de 32.5 toneladas, circulando con una velocidad máxima de 120 km/h.

## Aspectos técnicos

### Electrificación
Los tramos correspondientes a la ruta Mérida-Cancún-Chetumal serán electrificados. Esto representa 700 km (435 mi) de ruta, incluyendo vías dobles para servicios múltiples. 
El diseño para estos tramos de mayor demanda prevista se modificó para incorporar la tracción eléctrica en el material rodante y en la infraestructura ferroviaria. Para el resto de la ruta, existe la posibilidad de electrificar en un futuro.
La ruta electrificada será de 700 km (435 mi), es decir, un 44% de la ruta total, además de que gracias a esto, se construirán 57 obras de la CFE (43 subestaciones eléctricas y 10 líneas de transmisión).

### Obras complementarias
Los residentes de 130 localidades directamente afectadas por el trazado ferroviario se están beneficiando de "388 obras y actuaciones sociales", que incluyen la rehabilitación de aceras y carreteras, espacios públicos, electricidad, infraestructuras sanitarias y de producción, y viviendas.

## Consultas y estudios

### Consultas públicas
El 15 de noviembre de 2019, el presidente Andrés Manuel López Obrador declaró que el 15 de diciembre de 2019 se realizaría un referéndum sobre el Tren Maya en Chiapas, Tabasco, Campeche, Yucatán y Quintana Roo.
Fonatur llevó a cabo un proceso de consulta indígena de conformidad con el Convenio 169 de la OIT (Organización Internacional del Trabajo) sobre Pueblos Indígenas y Tribales en Países Independientes, con las autoridades e instituciones representativas de los municipios y comunidades pertenecientes a los pueblos indígenas Maya, Ch’ol, Tseltal, Tsotsil y otros ubicados en los 5 estados por donde pasará la ruta del Tren Maya.
Se llevaron a cabo 30 asambleas (15 informativas y 15 consultivas). Participaron 10,305 personas pertenecientes a 1,078 localidades indígenas de los 112 municipios de influencia social del tren, los cuales fueron agrupados en 15 micro regiones indígenas, acorde a criterios metodológicos del INPI.
El fin de semana del 15 al 16 de diciembre de 2019, el 92,3 % de las personas que participaron en la consulta votaron a favor, mientras que el 7,4 % votaron en contra de la propuesta. Votaron 100.940 personas, el 2,36% de los 3.536.000 votantes registrados en los 84 municipios afectados.
Una  Oficina del Alto Comisionado de las Naciones Unidas para los Derechos Humanos señaló que a los votantes se les informó de los efectos positivos del proyecto (mejor atención al abastecimiento de agua, salud, educación, empleo, vivienda, protección ambiental, cultura y transporte). 
Esa Comisión de Derechos Humanos criticó el corto período de tiempo disponible para la elección y la baja participación de las mujeres indígenas. Señalaron que muchos votantes potenciales no tenían un medio de transporte económico y eficaz para viajar a los lugares de votación. El gobierno afirmó que la consulta cumplió con los estándares internacionales.

### Estudios ambientales
Fonatur ingresó el día 16 de junio de 2020 la Manifestación de Impacto Ambiental (MIA), en su modalidad regional, para la construcción y operación de la vía férrea y obras asociadas del proyecto Tren Maya, en la ruta Palenque, Chiapas, a Izamal, Yucatán -correspondiente a los tres primeros tramos- ante la Secretaría de Medio Ambiente y Recursos Naturales, Semarnat.
El proyecto en el trayecto Palenque, Chiapas a Izamal, Yucatán contempla la afectación de 606,04 hectáreas (1497,6 acre) modificando su condición. Para dar una idea de la dimensión de esta área, es poco más del doble de lo que mide el área abierta a la visita pública de Teotihuacán, que es de 264 hectáreas (652,4 acre). Esta área, ha sido cuantificada y reportada en la MIA.
Fonatur reporta  que zona ya se encuentra impactada desde hace varios años, sin que se hayan realizado acciones de mitigación o compensación. La vegetación que ha vuelto a crecer en la zona se le conoce como vegetación secundaria, que está integrada por las especies derivadas de Selvas: Baja Espinosa Subperennifolia (25 a 50% de las especies pierden las hojas), Baja Caducifolia (más del 75% de las especies pierden sus hojas), Subperennifolia (50 a 75% de las especies pierden las hojas); todas estas especies miden menos de 15 metros (49,2 pies). Otra especie de vegetación secundaria que se encuentra en esta zona es Alta Perennifolia (menos del 25% de las especies pierden sus hojas) con ejemplares de más de 30 m (98,4 pies).
De conformidad con los estudios de evaluación de impacto ambiental realizados por Fonatur, será necesario remover un total de 11 mil 094 individuos de vegetación. De los cuales 6 mil 637 son árboles de especies de vegetación secundaria, 2 mil 691 son arbustos, mil 700 son hierbas y 66 son epífitas, plantas que crecen encima de otras plantas.
El total de especies arbóreas a remover son 11 árboles por hectárea, los cuales serán talados.
Acuerdo Cuxtal
El ayuntamiento de Mérida y Fonatur firmaron el Acuerdo Cuxtal, el cual contempla las medidas de prevención, restauración, mitigación y compensación ambiental considerando el paso del Tren Maya por la Reserva Ecológica de Cuxtal, Área Natural Protegida. El acuerdo cuenta  con una inversión de $278,614,000 pesos que serán canalizados al Fondo Municipal Verde. El proyecto del Tren Maya contempla ocupar directamente el 0.28% del total de hectáreas de la Reserva, cerca de 30 hectáreas (74,1 acre).
Objetivos del Acuerdo:
1. Adquirir 1112 hectáreas (2747,8 acre), periféricas a la Zona de Conservación, para su conservación permanente.
2. Sanear 200 hectáreas (494,2 acre) de la Zona de Conservación.
3. Restauración ambiental de 100 hectáreas (247,1 acre) de bancos de materiales o sascaberas abandonadas en la Zona de Conservación.
4. Habilitar un Centro de Educación Ambiental dirigido a los habitantes de las comisarías y subcomisarías ubicados dentro de la Zona de Conservación.
5. Instalar y operar 4 grandes viveros para la producción de plantas forestales.
6. Adquirir equipos y herramientas para labores de inspección y vigilancia de la Zona de Conservación.
7. Actualización del Programa de Manejo de la Zona Sujeta a Conservación Ecológica Reserva Cuxtal.
8. Programa de vigilancia e inspección de la Zona Sujeta a Conservación Ecológica Reserva Cuxtal.
9. Programa de Difusión y Educación.

## Descubrimientos y proyectos

### En ecología
La Alianza Nacional para la Conservación del Jaguar ha identificado doce corredores ecológicos que podrían construirse para mitigar la situación de los jaguares que viven en la zona ( Reserva de la Biosfera de Calakmul y la de Sian Ka'an).
Programa GATO
El Programa GATO (Grupo de Atención Técnica Operativa), es un proyecto de conservación de población de jaguares con el involucramiento total de la comunidad local.
El proyecto comenzó con la liberación en Quintana Roo de dos jaguares hembra rescatadas hace cuatro años en Calakmul, producto de la coordinación entre la Secretaría de Medio Ambiente y Recursos Naturales (Semarnat) y el Fondo Nacional de Fomento al Turismo (Fonatur).
El proyecto se busca establecer una Unidad de Manejo Ambiental (UMA) comunitaria en cada uno de los siete tramos del Tren Maya que serán centros de interpretación de vida silvestre y de capacitación comunitaria.
Se contemplan las siguientes instalaciones:
- Cinco unidades de atención veterinaria y tránsito expedito (estancia no mayor a cinco días).
- Dos unidades de infraestructura especializada de rehabilitación y asilvestramiento de mamíferos grandes, como jaguar y tapir.

Cuando las hembras logren insertarse en su hábitat natural, podrán llevar con normalidad su vida, lo que les permitirá encontrar una pareja. Cada una puede dar a luz hasta nueve jaguares a lo largo de su vida, es decir 18 crías por ambos ejemplares, con lo cual se coadyuva a la conservación de la especie.

### En arqueología
Programa PROMEZA
El Programa de Mejoramiento de Zonas Arqueológicas, por sus siglas (Promeza), representa un hecho histórico que coordina el salvamento arqueológico profundamente valioso, a lo largo de la ruta del tren.
Descubrimientos
Por el recorrido de las obras ferroviarias se encontraron cerca de millón y medio de fragmentos de cerámica, 50 mil bienes, templos, 129 entierros humanos y urnas, el disco solar en Chichén Itzá, escultura del Dios del Maíz en Palenque, estela dual en Uxmal, bajorrelieves de un cautivo en Ek Balam, canoas y pinturas rupestres.

## Controversias
El tren ha sido reconocido como una obra de beneficio social y económico por la Organización de Naciones Unidas, por ello se ha otorgado apoyo sustantivo y técnico a FONATUR,  también se han señalado las preocupaciones sociales y medioambientales en torno al proyecto.

### Ambientales
El tramo 5 de la red del Tren Maya ha sido el más cuestionado por los grupos ecologistas. A lo largo de 110 kilómetros, su construcción supuso la deforestación de una franja continua de 60 metros de ancho: un total de 2,2 millones de árboles "talados o desplazados", según las autoridades. Greenpeace señaló que la construcción del Tramo 5 "violó diversas leyes ambientales mexicanas y tratados internacionales". El trazado de la vía se modificó varias veces para tener en cuenta las demandas de los ecologistas. Antes de iniciar las obras, la Secretaría de Medio Ambiente realizó un inventario de flora y fauna y reubicó a los animales en zonas protegidas.
En junio de 2020 FONATUR anunció que el Tren Maya no utilizaría solo energía eléctrica para los trenes sino también diésel, argumentando mayor rentabilidad sin comprometer el bienestar ambiental de la región.  
Falta de información de ubicación, operación e impacto ambiental que tendrán las estaciones de recarga de diésel construidas para el funcionamiento del tren."
En noviembre de 2021, la Secretaría de Gobernación eximió al Tren Maya y otros proyectos de infraestructura de la revisión ambiental.
El Observatorio Latinoamericano de Geopolítica  publicó un estudio donde opina que el criterio económico prevaleció sobre el ambiental.
En marzo de 2022, los organizadores de Greenpeace se amarraron a maquinaria pesada como protesta contra la construcción en Quintana Roo que implica talar la selva sin que se hayan realizado estudios ambientales. Según el Cemda, el un proyecto, en su totalidad, ha destruido "2.500 hectáreas de selva tropical" y afectado directamente a veinte áreas naturales protegidas. El Centro Mexicano de Derecho Ambiental (CEMDA) ha dicho que FONATUR deforesta a lo largo de la ruta, no contabilizada en el estudio de impacto ambiental.
La Alianza Nacional para la Conservación del Jaguar, integrada por 25 grupos ambientalistas; Amigos de Calakmul A.C.; el IMCO (Instituto Mexicano para la Competitividad A.C.), Julia Carabias, Gabriel Quadri, el grupo musical Maná, entre organizaciones, celebridades y figuras públicas han criticado al Tren Maya por los posibles daños ambientales que se sospecha esta obra podría generar en la zona.
Polémica por manejo de fauna
En 2024 se dio a conocer que la SEDENA y Tren Maya S.A. de C.V. contrataron servicios destinados para el manejo de fauna potencialmente nociva para la operación, el personal y los pasajeros del tren. El acuerdo de manejo de fauna estipula actividades como ahuyentar, capturar, estudiar, reubicar y en casos puntuales el sacrificar. El contrato desató polémica mediática entre organizaciones medioambientales.
Respondiendo a la controversia, la SEDENA señaló que dichas actividades siempre están obligadas a apegarse a las Normas Oficiales y Leyes de equilibrio, protección y conservación; tanto del medio ambiente, como de la vida silvestre. Se especificó que dichas actividades se realizan para evitar poner en peligro a la infraestructura, las personas y a los propios animales; también existe el riesgo de transmisión de patógenos y se aclaró que está estrictamente prohibida la caza comercial o deportiva y el maltrato animal en áreas protegidas. Además la Secretaría de Medio Ambiente y Recursos Naturales (SEMARNAT), la Comisión Nacional de Áreas Naturales Protegidas (CONANP) y la Procuraduría Federal de Protección al Ambiente (PROFEPA), se sumarán a la vigilancia y verificación de cumplimiento de la normatividad.
Daños de empresas privadas
Un informe de Profepa señala que las empresas subcontratadas para construir el tramo 5 sur de Playa del Carmen a Tulum (Mota Engil, Azvindi Ferroviario y Consorcio ICA (Ingenieros Civiles Asociados)), no habrían cumplido los señalamientos de la Secretaría de Medio Ambiente y Recursos Naturales (Semarnat) para evitar daños al ecosistema de gran cantidad de cuevas subterráneas, algunas de ellas secas y otras inundadas o semi inundadas.
Los pilotes construidos ya presentan un proceso de oxidación que afectaría el agua de estas formaciones naturales, además el reporte confirmó derrame de cemento en varias cuevas donde se instalaron dichos pilotes.
Entre las cuevas afectadas se encuentra Garra de Jaguar.
En junio de 2024, Adrián Fernando Novelo, juez primero de Distrito, con sede en Mérida, Yucatán, otorgó una nueva suspensión definitiva para las obras del tramo 5 Sur del Tren Maya en tanto no se resuelva un amparo interpuesto desde el año 2023.
“Ante el riesgo de que, no sólo se sigan cometiendo las acciones prohibidas en el permiso ambiental, sino que tampoco se puedan reparar los daños ecológicos causados, en esta etapa procesal tengo que tomar la decisión de conceder la medida precautoria que se solicita en aras de salvaguardar el medio ambiente de la zona afectada”, señala la resolución judicial.
El consorcio AZVINDI Ferroviario (integrado por Construcciones Urales, GAMI Ingeniería e Instalaciones y AZVI) fue también el encargado de construir el tramo 3 del Tren Maya donde se registró un descarrilamiento.
Durante las obras del tren, quedó en evidencia que Vulcan daña el medio ambiente local y que Calica, filial de Vulcan, han causado el mayor desastre ecológico en el puerto de Punta Venado y la cantera de Sac-Tun, en la península de Yucatán.
Impacto ambiental reconocido
A finales de marzo de 2025, la Secretaría de Medio Ambiente y Recursos Naturales reconoció el impacto ambiental del tren y dejó claro que se necesita de una reparación integral de los daños entre gobierno, activistas y comunidades.
También se planteó la creación de un área natural protegida, la Reserva de la Biósfera del Sistema de Cavernas y Cenotes, para mitigar los daños y proteger los sistemas acuíferos.

### Inversiones
Congresistas de Estados Unidos pidieron a su gobierno apoyo por el caso Calica y Vulcan Materials. Aunado a este caso se plantearon verificar señalamientos rebuscados de financiamiento del Partido Comunista Chino en el tramo 1, debido a temores de influencia de dicho país por la ubicación estratégica de la Península de Yucatán. La presidenta Claudia Sheinbaum rechazó las acusaciones y envió una carta para aclarar la situación, agregó que es posible corroborar el origen de los recursos con informes de cuenta pública. Las obras pagadas con recursos públicos fueron encargadas a la empresa filial en México de Mota-Engil, que es un conglomerado industrial portugués, con participación de una empresa de origen chino.

### Accidentes e incidentes
- 2 de febrero de 2021-21 de septiembre de 2024: Un total de 64 personas fallecieron y 46 más se lesionaron en los trabajos de construcción. Los hechos han ocurrido por atropellamientos, aplastamiento (por maquinaria, vehículos o material), caída desde estructuras, choques, golpes de calor, infartos y homicidio con arma de fuego.[181]

- 25 de marzo de 2024: En las primeras horas del día, cerca de la [E[stación de Tixkokob (Tren Maya)|estación de Tixkokob]], se descarriló el último vagón y sin que hubieran personas lesionadas.[182] Para su evaluación se creó una comisión dictaminadora.[183] El tren tiene un sistema de aparatos de vías automático o manual que permiten cambiar de carril, al momento del incidente, el sistema aún no se encontraba automatizado y la fijación manual con clamps/tornillos no fue el adecuado.[184][185]

- 30 de enero de 2025: En el municipio de Bacalar cerca de la estación de Limones-Chacchoben, se descarrilaron cuatro vagones de un tren de carga pesada operado por una empresa privada que otorgaba el servicio de traslado de toneladas de balasto y otros materiales para el mantenimiento de las vías férreas, el descarrilamiento pudo haber sido por el exceso de peso. Dos trabajadores que operaban la maquinaria resultaron heridos y fueron atendidos en el Hospital Militar de Zona enc. El servicio de pasajeros no estuvo afectado. [186][187]
- 19 de agosto de 2025: En el municipio de Izamal, en Yucatan, se descarrilo un vagon del tren en el Tramo 3 de la ruta encargada de conectar Merida con Cancun.

El incidente no tuvo heridos, solo daños materiales.

### Sociales
Después de las críticas a la obra, el presidente Andrés Manuel López Obrador anunció que el proyecto se sometería a una consulta ciudadana, la cual se llevó a cabo el 14 y 15 de diciembre de 2019 teniendo como resultado que el 92.3% de los encuestados votaron por el Sí al proyecto.
Según expuso a Efe el investigador Sergio Prieto, del Colegio de la Frontera Sur (Ecosur) a nivel geopolítico esto es “extremadamente preocupante”,  y agregó “Parece un intento por seguir adelante, por seguir avanzando en un proyecto que debería estar más pensado y más consensuado con las poblaciones de la región” y el académico también observó que la sola presencia del Ejército podría intimidar a los pueblos originarios que se oponen a la obra. 
Sin embargo, según el profesor mexicano Etienne von Bertrab, especialista en ecología política del University College de Londres (UCL) y cofundador de un grupo de estudio interdisciplinario sobre las implicaciones del Tren Maya, la oposición al proyecto "es sobre todo una campaña mediática, impulsada por unos pocos grupos, pero no es en absoluto un movimiento social. No tienen apoyo popular". La gran mayoría de la población de los estados afectados parece apoyar el Tren Maya.
Por su parte, el Ejército Zapatista de Liberación Nacional (EZLN) también se ha opuesto a la obra en su territorio.

## Estadísticas

### Anuales
2024
Se registraron más  de 790,000 pasajeros en su primer año de operaciones.
2025
Se prevé que la cifra alcance a un millón de pasajeros anuales.
A principios de abril alcanzó su pasajero un millón desde que abrió sus puertas en 2023.

## Premios y reconocimientos
- Premiado en la categoría de Creación de Valor y Beneficios en los Premios Oracle (Oracle Project of the Year Awards), en el Foro Norteamericano de Liderazgo en Infraestructura 2019.[193]